# Parasitismo

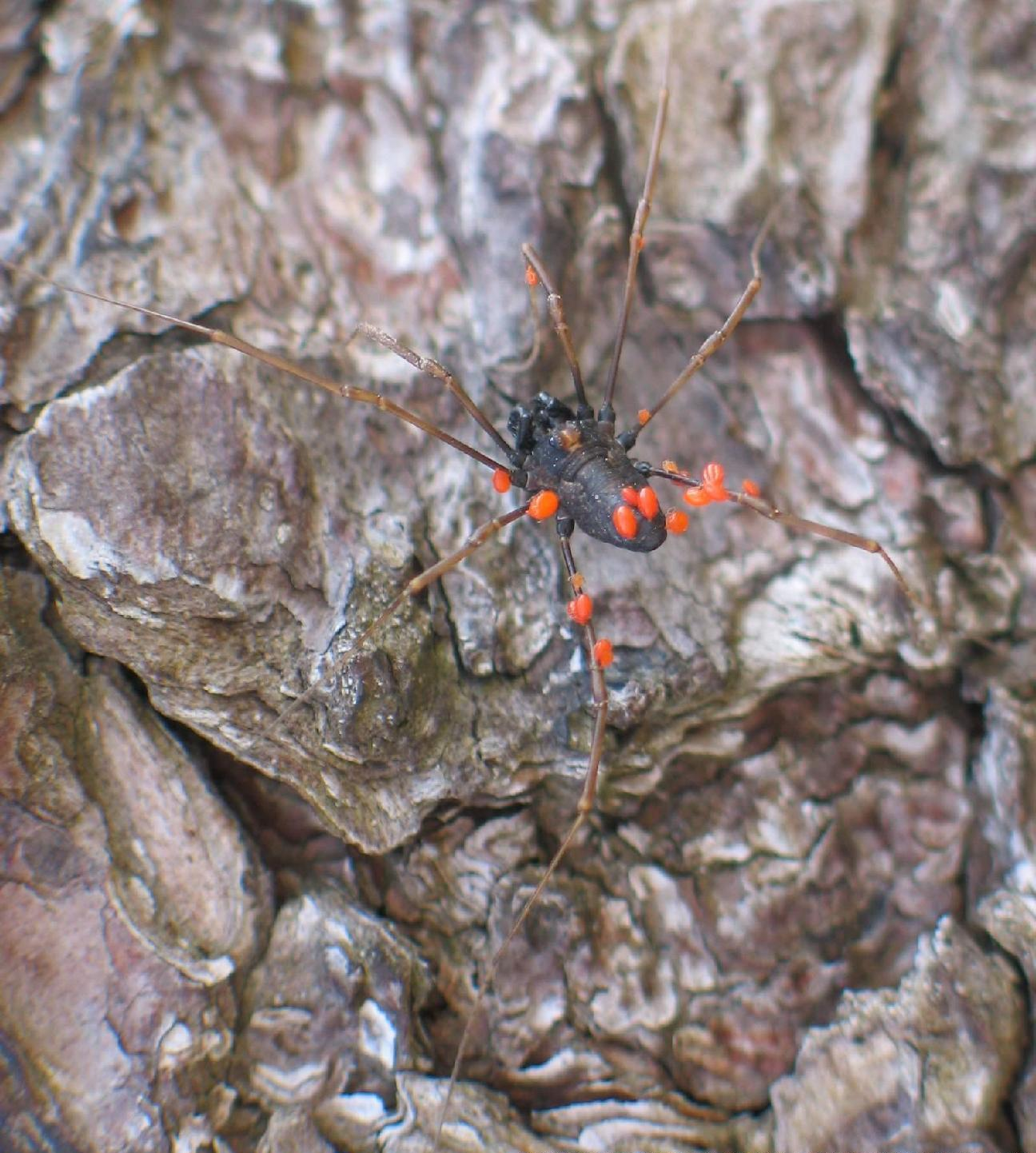
Opilião parasitado por ácaros

Parasitismo é uma relação de alto grau de proximidade entre dois seres vivos, na qual um organismo vive dentro de ou sobre outro, com o parasita tendo um metabolismo dependente de e podendo causar dano no hospedeiro. No entanto, o grau de prejuízo ao hospedeiro é muito variável, de acordo com o ambiente em que os dois organismos interagentes se encontram e quais são as espécies em questão. É importante salientar que a sobrevivência do hospedeiro interessa o parasita, o qual depende dele de alguma forma. Logo, a morte do hospedeiro representaria a morte do parasita também. Porém, é possível que dependendo da fase de vida em que se encontra o organismo parasita, este consiga se reproduzir antes da morte de seu hospedeiro e, assim, perpetuar a espécie, como ocorre com Plasmodium.
Existem diferentes estratégias de parasitismo, de acordo com o grau de proximidade entre as duas espécies e a interação entre elas. A princípio, uma distinção pode ser realizada entre endo- e ectoparasitas, respectivamente correspondentes àqueles que vivem dentro do corpo do hospedeiro ou somente em sua superfície. Quando os parasitos colonizam um hospedeiro, diz-se que este abriga uma infecção. Somente se a infecção ocasiona sintomas claramente prejudiciais ao hospedeiro pode-se dizer que este tem uma doença. Patógeno é o termo que pode ser aplicado a qualquer parasito que provoca uma doença (ou seja, ele é patogênico).
De um ponto de vista ecológico, o parasitismo, assim como a predação, é uma relação na qual um organismo é beneficiado às custas de outro, que passa a ser tratado como um recurso. Desta forma, o parasita aumenta sua própria aptidão enquanto reduz a deu hospedeiro, seja por roubo de recursos, seja pelo uso de um organismo como hospedeiro intermediário/secundário até que atinjam o outro hospedeiro definitivo/primário. No entanto, as principais diferenças entre esta relação ecológica e a predação incluem o fato dos parasitas tenderem a ser muito menores que seus hospedeiros, além de não os matarem e viverem dentro de ou sobre outro organismo por períodos de tempo estendidos. No geral, é comum que parasitas sejam altamente especializados e, especialmente em animais, reproduzem em taxas maiores que seus hospedeiros. Exemplos disso incluem pulgas e tênias que parasitam vertebrados. Vale ressaltar que esta interação ecológica, presente nos mais diversos filos e grandes grupos de seres vivos, pode ser interpretada com saprofítica ou até mesmo tornar-se mutualística, de acordo com os seres em questão, o ambiente em que habitam e o contexto em que ocorre tal relação. 
É muito comum que o ser humano seja hospedeiro de parasitas, sejam eles vírus, bactérias, protozoários (como Plasmodium) até invertebrados diversos (tênias, lombrigas, carrapatos, etc.). Como parasitas podem interagir com muitas espécies, é comum que sejam vetores de patógenos, por exemplo Aedes aegypti, transmissor de diversos vírus causadores de doenças em humanos. Em termos científicos, apesar da medicina já tratar destes seres, a parasitologia como área propriamente dita surgiu e se desenvolveu ao longo do século XIX. Culturalmente, o termo "parasita" é tratado como tendo conotações negativas. 

## Etimologia
O termo "parasita" originou-se do grego παράσιτος, parásîtos: de pará, ao lado, junto de + sîtos, alimento ("aquele que come na mesa de outro"). Foi posteriormente latinizado em "parasitus", que por sua foi utilizado no francês medieval e, então, usado pela primeira vez em inglês em 1539. Na definição original da língua grega, o termo não era de natureza estritamente pejorativa. Ser um parasito era um modo de vida aceito, no qual uma pessoa podia viver da hospitalidade dos outros e, em troca, fornecer "lisonja, serviços simples e uma vontade de suportar Humilhação ".

## Estratégias evolutivas

### Conceitos básicos
Parasitismo é um tipo de simbiose, uma interação biológica de longa duração com alto grau de proximidade entre um parasita e seu hospedeiro. Diferentemente de saprófitas, parasitas se alimentam de seus hospedeiros enquanto vivos. Trata-se de uma relação na qual o hospedeiro é prejudicado, tendo nutrientes capturados pelo parasita de forma direta ou indireta (como é o caso de parasitas intestinais que meramente se alimentam da comida já digerida). No geral, uma das principais distinções quanto à predação é o fato desta interação no geral ser breve e, deste modo, não podendo ser classificada como uma simbiose.
Dentre as diferentes estratégias possíveis, a classificação ocorre sobretudo de acordo com a interação ocorrendo e a fase do ciclo de vida dos organismos em questão. Um parasita obrigatório depende completamente de seu hospedeiro para completar seu ciclo de vida, o que não ocorre com um parasita facultativo. Ciclos de vida de parasitas que envolvem somente um único hospedeiro são chamados de "diretos", enquanto que ciclos de vida de parasitas que possuem dois ou mais hospedeiros são chamados de "indiretos". Neste caso, há um hospedeiro definitivo/primário (no qual ocorre a reprodução sexual do parasita) e um hospedeiro intermediário/secundário, que é habitado somente em determinados momentos do ciclo de vida do parasita. Um endoparasita vive dentro do corpo de seu hospedeiro, enquanto que um ectoparasita habita a superfície do hospedeiro. Mesoparasitas, como é o caso de alguns copépodes, entram em alguma abertura no corpo de seus hospedeiros, como a boca, e permanecem parcialmente inseridos no local. Alguns parasitas podem ser generalistas, podendo atingir várias espécies diferentes de hospedeiros, como é o caso da planta Cuscuta. No entanto, a grande maioria dos parasitas, especialmente protozoários e helmintos, são especialistas, ou seja, atacam somente uma ou poucas espécies de determinado hospedeiro, possuindo algo grau de especialização. Uma outra distinção entre tipos de parasitas é referente ao tamanho dos mesmos, sendo também utilizada de acordo com o ciclo de vida dos mesmos: microparasitas correspondem a microrganismos e vírus que se reproduzem e completam seus ciclos de vida inteiramente dentro dos hospedeiros, enquanto macroparasitas são seres multicelulares que se reproduzem e concluem seus ciclos de vida fora ou sobre o corpo de seus hospedeiros.
Apesar destas distinções terem sido criadas com foco em parasitas de animais terrestres, elas podem ser utilizadas em outros ambientes e para outros filos. Um exemplo é o gênero da maior flor do mundo, Rafflesia: seu estado vegetativo encontra-se inteiramente dentro da madeira de sua hospedeira (ou seja, é um endoparasita), somente emergindo à superfície durante a fase reprodutiva.
A forma na qual um parasita detecta seu hospedeiro pode ocorrer na forma de sinais sensoriais, sejam eles vibrações, odores, temperatura, umidade, etc. Plantas parasitas, por exemplo, podem germinar sobre diversas superfícies além de seus próprios hospedeiros de acordo com a luminosidade, como é o caso de Phoradendron.

### Principais estratégias
Existem 6 estratégias principais de parasitismo: castração parasítica, parasitismo diretamente transmitido, parasitismo de transmissão trófica, parasitismo de transmissão por vetor, parasitoidismo e micropredação. Apesar de existirem estratégias intermediárias, a vasta maioria dos organismos parasitas nos mais diversos grupos convergiram em alguma destas 6 estratégias, demonstrando a estabilidade evolutiva das mesmas.
Uma maneira de determinar as possibilidades evolutivas quanto às diferentes estratégias se dá por meio da análise de 4 questões principais: o efeito sobre o fitness do hospedeiro, o número de hospedeiros por etapa do ciclo de vida, a prevenção ou não de reprodução do hospedeiro e se o efeito sobre o hospedeiro depende da intensidade do parasitismo (= número de parasitas por hospedeiro). A partir desta análise, as principais estratégias de parasitismo, junto com predação, são evidenciadas.
| Aptidão do hospedeiro               | Hospedeiro único, permanece vivo  | Hospedeiro único, morre                                            | Múltiplos hospedeiros              |
| ----------------------------------- | --------------------------------- | ------------------------------------------------------------------ | ---------------------------------- |
| Capaz de reproduzir (aptidão > 0)   | Parasitismo convencional Patógeno | Parasitismo de transmissão trófica Patógeno de transmissão trófica | Micropredador                      |
| Incapaz de reproduzir (aptidão = 0) | - Castração parasítica            | Castração parasítica de transmissão trófica Parasitoide            | Predador social Predador solitário |

#### Castração parasítica

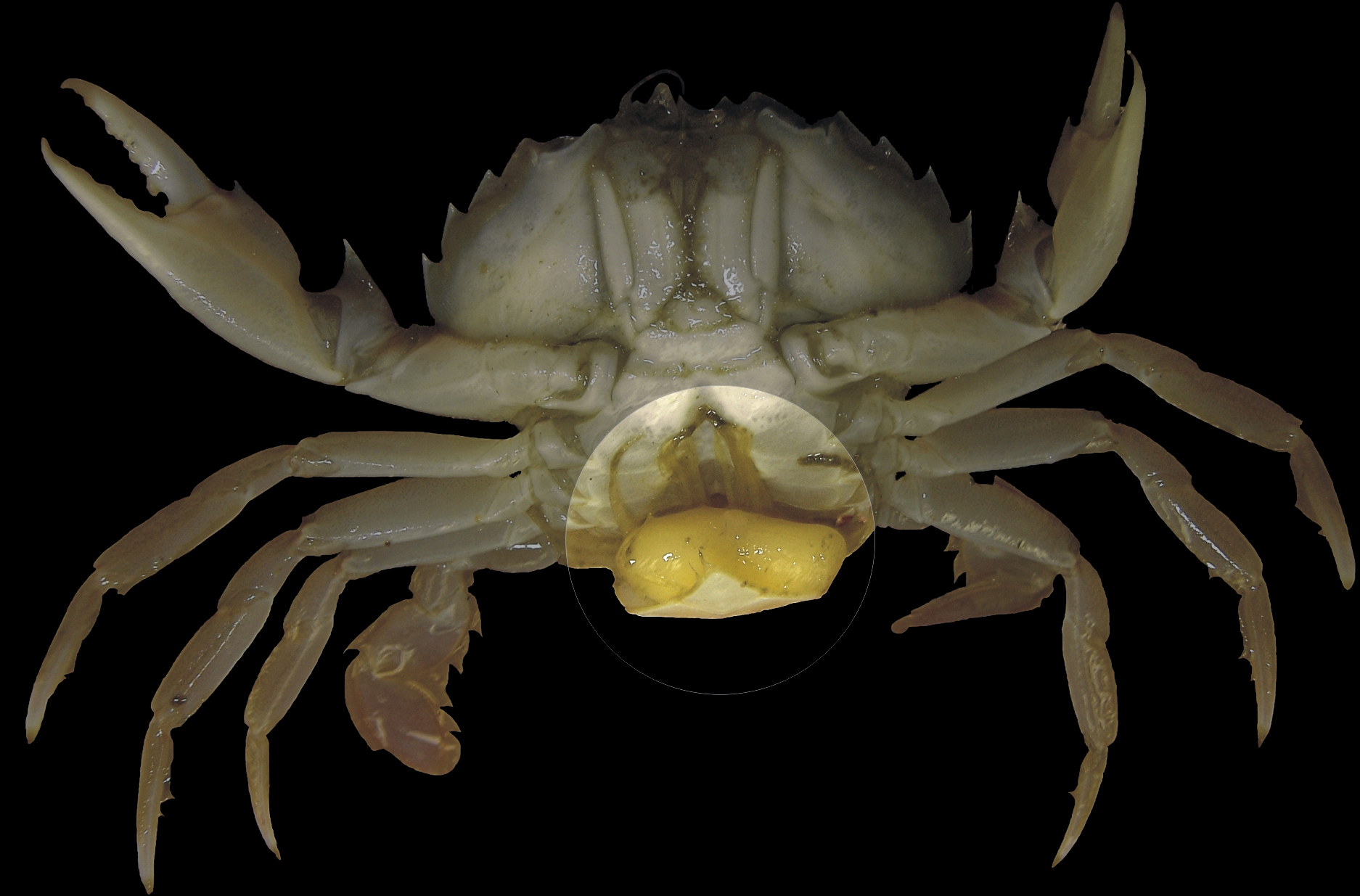
Em destaque, o parasita Sacculina carcini aderido às gônadas de seu caranguejo hospedeiro

Parasitas castradores removem parcial- ou completamente a capacidade de reprodução de seus hospedeiros, divergindo a energia que seria gasta no sistema reprodutivo para crescimento do hospedeiro e parasita. Existem casos em que ocorre gigantismo no hospedeiro em decorrência deste processo. No geral, os demais sistemas do hospedeiro permanecem intactos, permitindo sua sobrevivência e a do parasita. Um exemplo deste processo é o parasitismo do gênero altamente especializado Sacculina especificamente sobre as gônadas de seus caranguejos hospedeiros. Em alguns destes casos, é possível que a degeneração dos testículos de caranguejos machos seja tão intensa que resulta no desenvolvimento de características sexuais femininas secundárias, como expansão do abdômen, garras menores e apêndices para manuseio dos ovos. Espécies de helmintos também realizam a castração de seus hospedeiros, seja por mecanismos diretos (alimentação das gônadas ou secreção de compostos químicos que atacam as células reprodutivas), seja de forma indireta (secreção de hormônios ou divergência de nutrientes). Um exemplo deste processo é o trematódeo Zoogonus lasius, que se desenvolve nas gônadas do caracol marinho Tritia obsoleta, matando células reprodutivas e realizando castração química.

#### Parasitismo diretamente transmitido

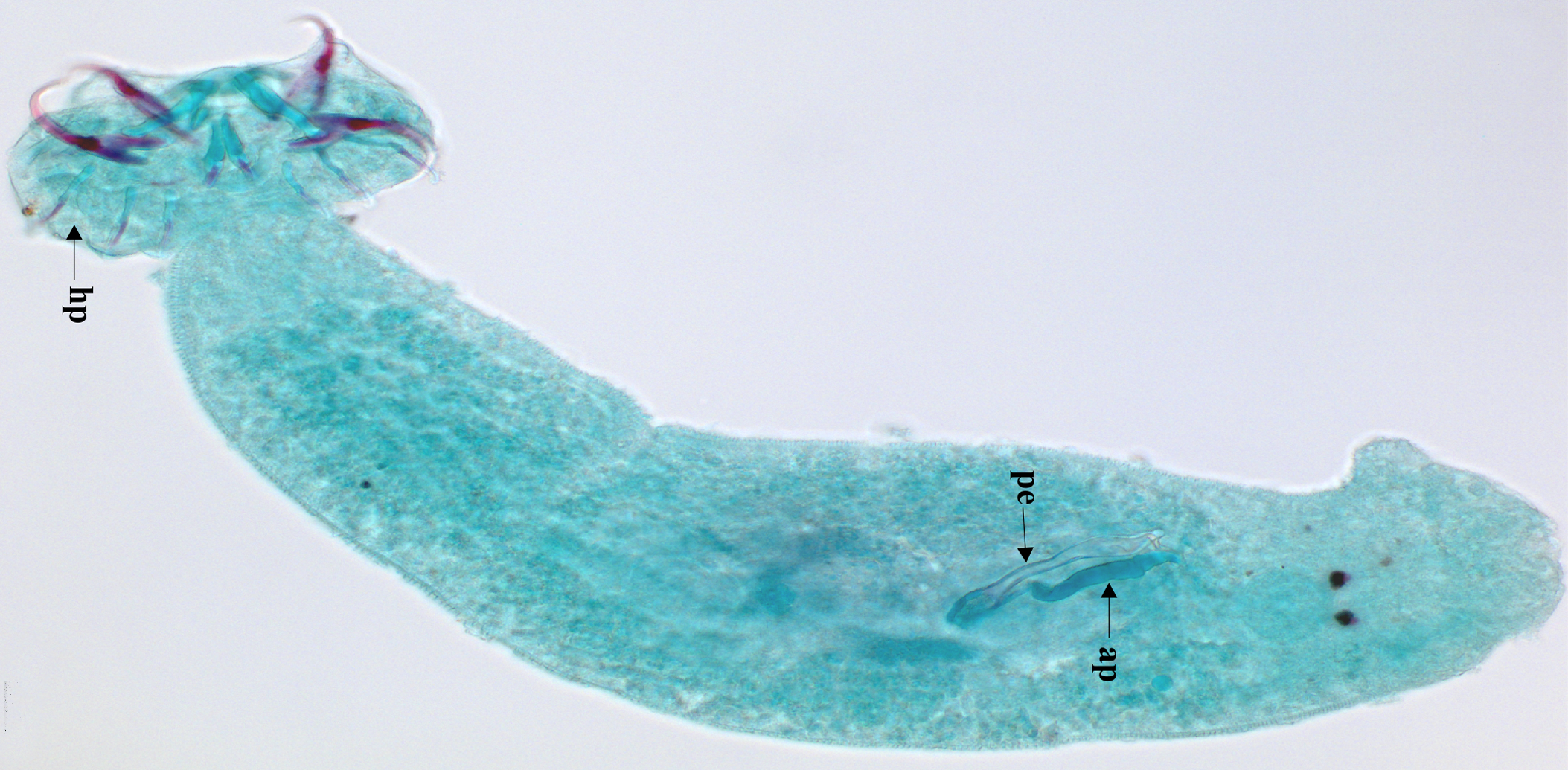
Ectoparasita Cichlidogyrus philander, um Monogenea diretamente transmitido que ataca as brânquias de peixes. Note o haptor (estrutura utilizada para adesão no hospedeiro), assinalado como hp

A transmissão direta de parasitas não exige um vetor para que os hospedeiros sejam atingidos. Nesta estratégia, estão inclusos piolhos e ácaros, copépodes e anfípodes ciamídeos, Monogenea, e diversas espécies de nemátodos, fungos, protozoários, bactérias e vírus. Um exemplo de nemátodo que ataca o ser humano por transmissão direta é Ancylostoma duodenale, causador da doença amarelão/ancilostomíase. Este tipo de parasita possui somente uma espécie de hospedeiro, na qual poucos indivíduos carregam um grande número de parasitas, enquanto a maioria dos possíveis hospedeiros permanece não infectada. Esta condição é conhecida como distribuição agregada.Existem casos nos quais ocorre autoinfecção: o ciclo de vida inteiro do parasita ocorre no mesmo indivíduo, em alguma fase atingindo o sistema digestivo. Um exemplo disto é Strongyloides stercoralis, causador de estrongiloidíase em humanos.

#### Parasitismo de transmissão trófica
Parasitas de transmissão trófica atingem seus hospedeiros ao serem comidos por estes. Incluem trematódeos (exceto esquistossomos), cestódeos, acantocéfalos, pentastomídeos, nematódeos e protozoários como Toxoplasma. Possuem ciclos de vida que envolvem duas ou mais espécies de hospedeiros, com o hospedeiro intermedi abrigando estado juvenil do parasita. O predador do hospedeiro intermediário age como hospedeiro definitivo, com os parasitas sobrevivendo ao processo de digestão e maturando em suas formas adultas. É  comum que o comportamento do hospedeiro intermediário seja modificado pelo parasita de modo a facilitar a predação pelo hospedeiro definitivo, como é o caso de caracóis infectados por Leucochloridium. Assim como no parasitismo diretamente transmitido, a distribuição de parasitas através dos indivíduos de hospedeiros é agregada, podendo até mesmo ocorrer coinfecção por múltiplas espécies de parasitas.

#### Parasitoidismo
Parasitoides são insetos que eventualmente matam seus hospedeiros, tratando-se uma relação próxima à predação. No geral, são vespas ou outros himenópteros, podendo também haver dípteros, como no caso da família Phoridae. No entanto, outros grupos de parasitas podem ser inclusos, se ocorrer a morte do hospedeiro. Podem ser divididos em dois grupos, de acordo com a forma que tratam seus hospedeiros: idiobiontes e coinobiontes (ou cenobiontes). Parasitoides idiobiontes picam suas presas (no geral, grandes), resultando em morte ou paralisia imediata. A presa imobilizada é então levada a um ninho, no qual um ovo é posto sobre a presa. O ninho é então fechado, com a larva parasitoide se alimentando da presa. Parasitoides coinobiontes, por outro lado, põem seus ovos dentro de hospedeiros, geralmente larvas. Tanto o hospedeiro quanta o parasita então se desenvolvem, até que o parasitoide emerge como um adulto, deixando o hospedeiro morto, após ter suas entranhas comidas. Alguns coinobiontes regulam o desenvolvimento do hospedeiro por produção de hormônios e alterações do sistema endócrino do hospedeiro.

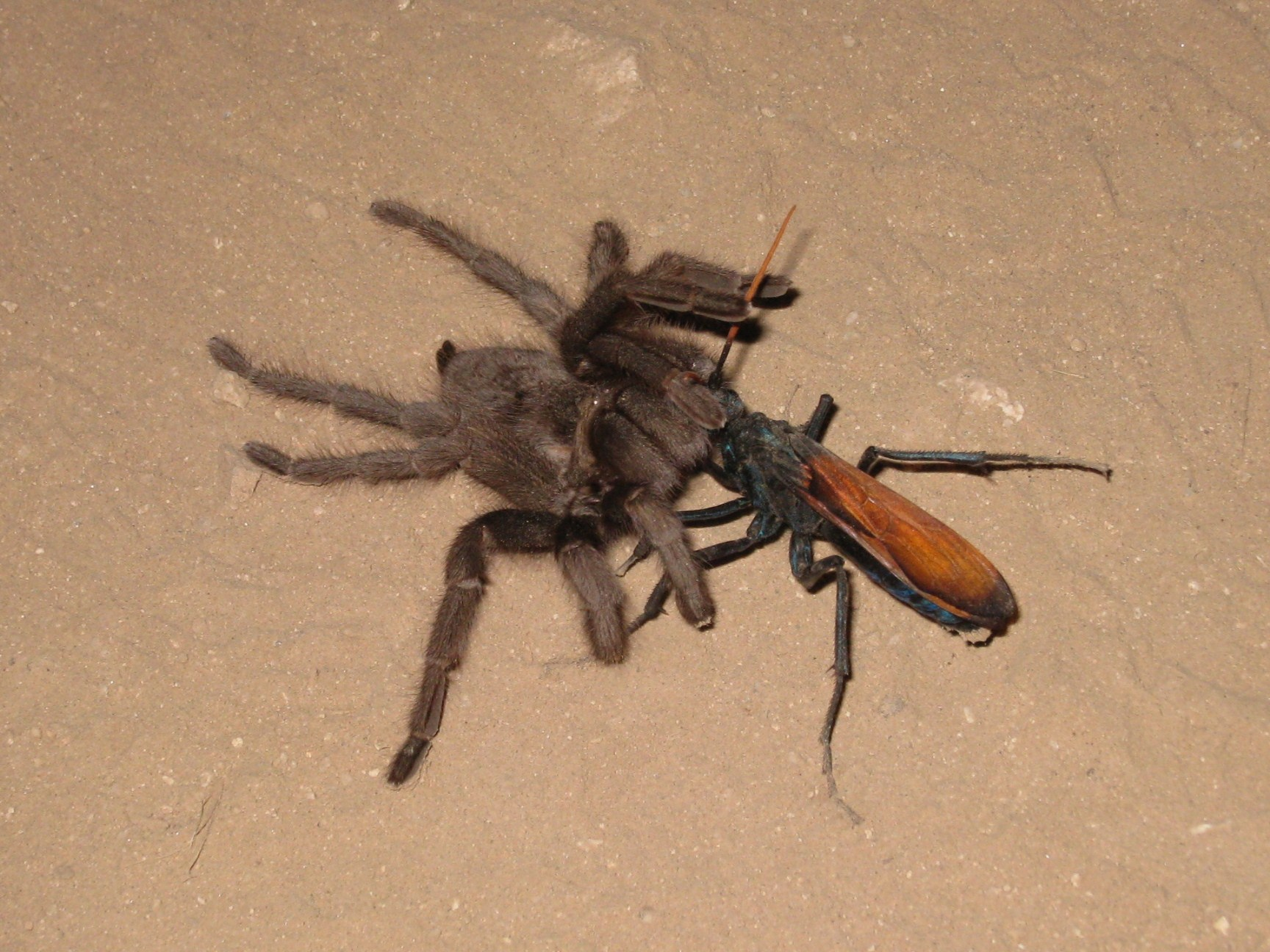
Vespa parasitoide da tribo Pepsini carregando uma tarântula paralisada, que agirá como a hospedeira de seu ovo
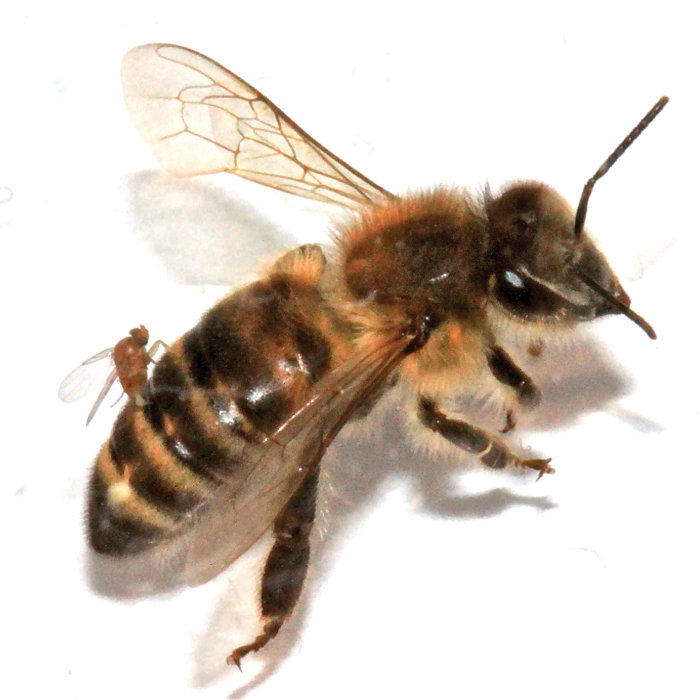
Apocephalus borealis, vespa parasitoide, ovipositando no abdômen de uma abelha
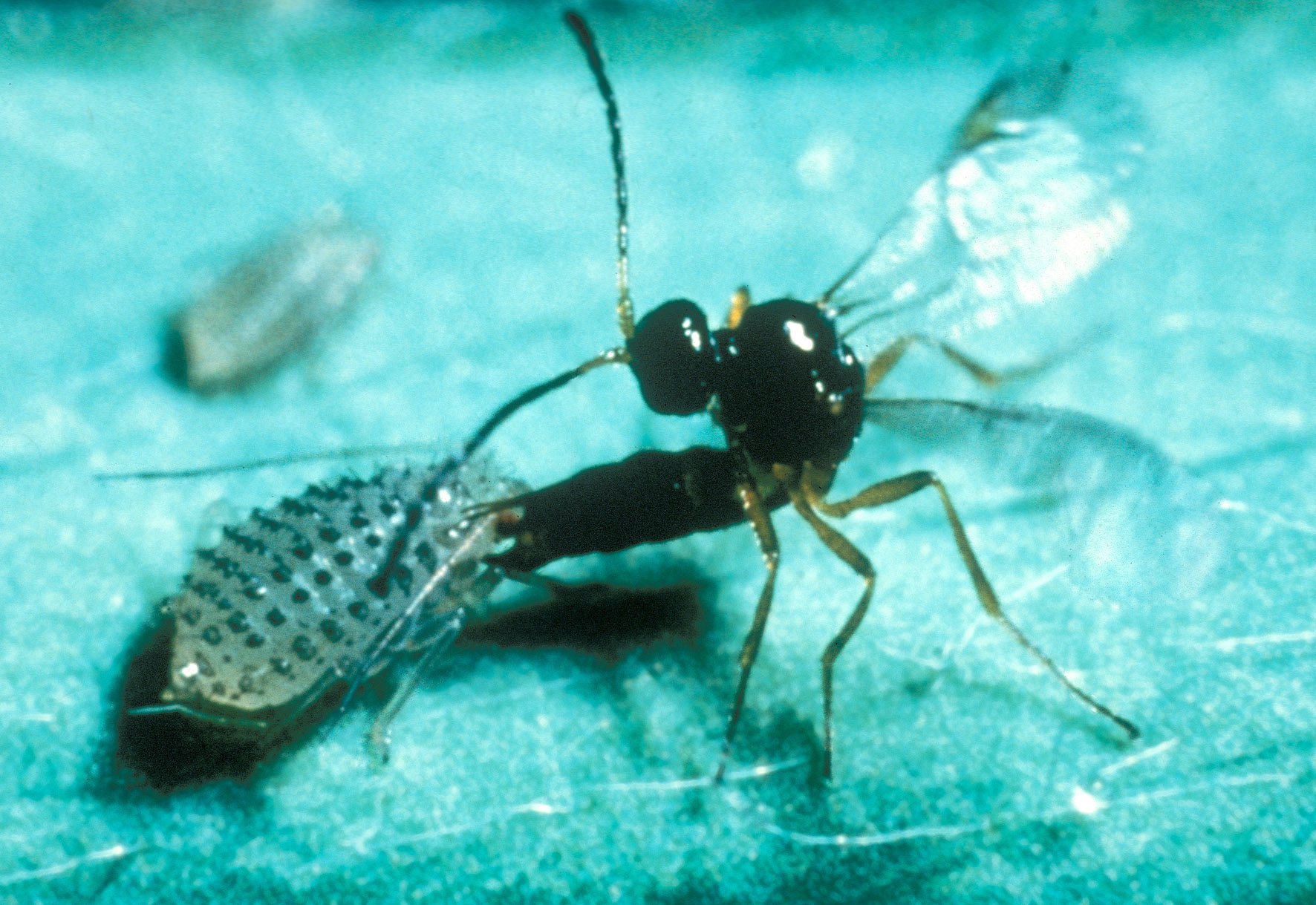
Vespa parasitoide Trioxys complanatus ovipositando no corpo de um afídeo

#### Micropredadores

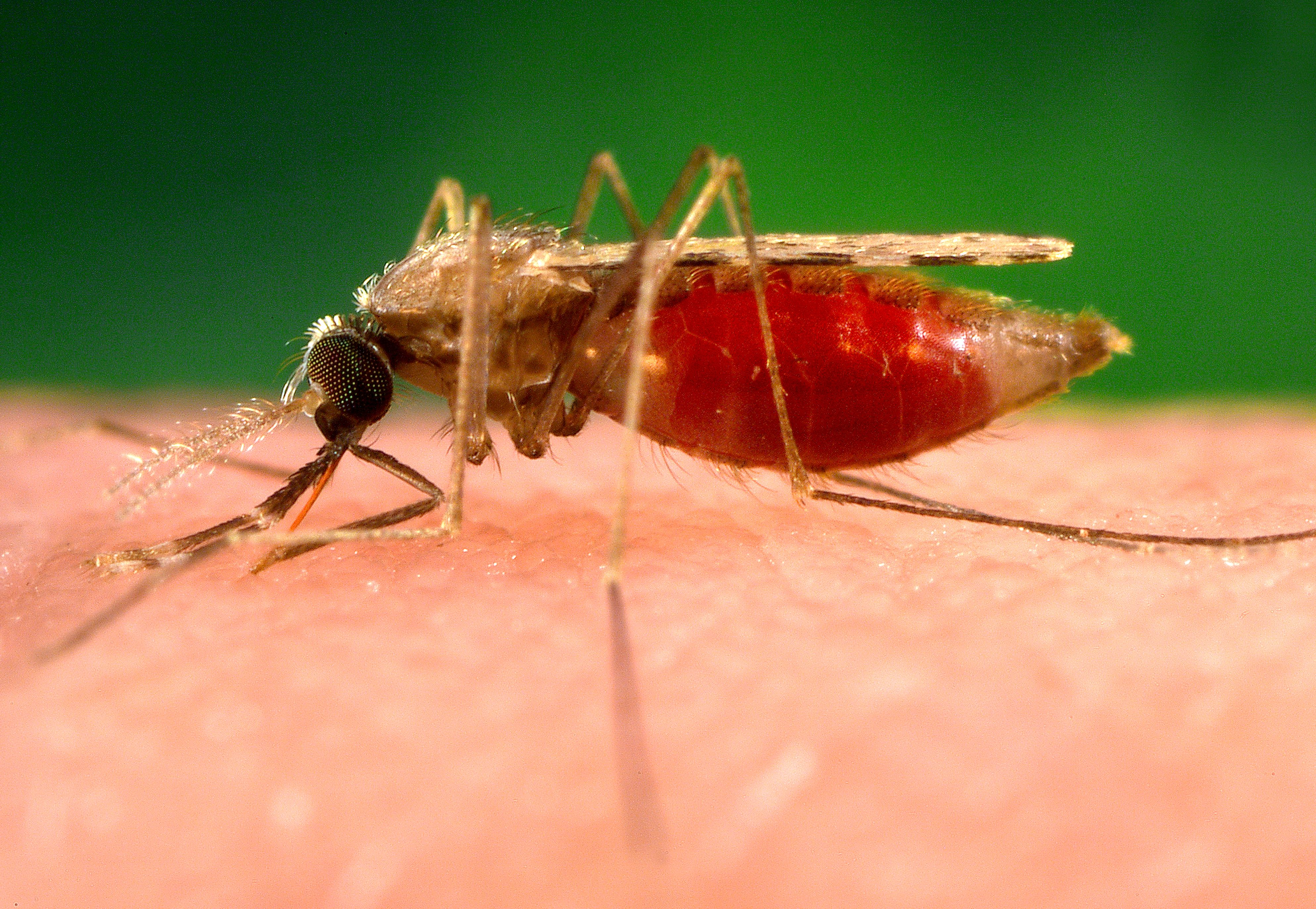
Anopheles minimus, mosquito vetor de malária

Um micropredador ataca mais de um hospedeiro, reduzindo a aptidão de cada hospedeiro minimamente e atacando-os individualmente. Este comportamento faz com que micropredadores sejam ideais como vetores, especialmente dado que a maioria é hematófaga. Incluem anelídeos como  sanguessugas, crustáceos como Branchiura e Gnathiidae, dípteros como mosquitos e moscas tsé-tsé, artrópodes como pulgas e carrapatos e vertebrados como lampreias e morcegos-vampiros.

### Variações
Dentre as várias estratégias de parasitismo distintas, existem variações, que incluem: hiperparasitismo, parasitismo social, parasitismo de ninhada, cleptoparasitismo, parasitismo sexual e adelfoparasitismo.

#### Hiperparasitismo
Hiperparasitas, por vezes chamados de epiparasitas quando se referindo a plantas parasitas, são aqueles que se alimentam de outro parasita. Casos destes incluem protozoários em helmintos parasitas, ou Cuscuta parasitando outras plantas parasitas. Entre plantas, estas interações tendem a ser facultativas, mas existem ervas-de-passarinho que são hiperparasitas obrigatórias (ou seja, seus únicos hospedeiros são outras plantas parasitas). Existem diversos níveis de hiperparasitismo, como ocorre am alguns sistemas de galhas de carvalho, nos quais há até cinco níveis de parasitas.
Hiperparasitas podem controlar as populações de seus hospedeiros, possuindo desta forma amplo uso na agricultura e até mesmo medicina. Um exemplo clássico disto é o uso de bacteriófagos no controle de infecções bacterianas. 

#### Parasitismo social
Parasitas sociais são aqueles que tiram vantagem de interações interespecíficas entre membros de animais eusociais, tais como formigas, cupins e abelhas. Exemplos incluem Phengaris arion, uma borboleta cuja larva realiza mimetismo de formigas para parasitá-las, ou Melipona scutellaris, uma espécie de abelha cujas rainhas virgens invadem colmeias alheias sem rainha. Um exemplo mais extremo de parasitismo social é o da formiga Tetramorium inquilinum, um parasita obrigatório que vive exclusivamente no dorso de outras formigas do gênero Tetramorium.
Um mecanismo para evolução do parasitismo social foi pela primeira vez proposto por Carlo Emery, em 1909. Atualmente conhecido como a "lei de Emery", ela dita que parasitas sociais tendem a ser proximamente relacionados a seus hospedeiros, geralmente estando no mesmo gênero. Existem até mesmo casos de parasitismo social intraespecífico, como ocorre no caso de algum indivíduo jovem receber leite de fêmeas não-relacionadas.

#### Parasitismo de ninhada
Parasitismo de ninhada trata-se de casos nos quais o hospedeiro age como organismo parental do parasita, confundindo-o como prole própria. Ocorre em diversas famílias de pássaro, tais como em chupins, cucos e marrecas-de-cabeça-negra. Estes parasitas não constroem seus próprios ninhos, deixando seus ovos nos ninhos de outras espécies de pássaro. Alguns ovos parasitas realizam mimetismo dos ovos do hospedeiro, enquanto outros podem ter cascas mais difíceis de quebrar, ambos mecanismos que impedem a seleção contra estes ovos pelos hospedeiros. A fêmea adulta do cuco europeu  mimetiza o gavião-da-Europa, predador de diversas outras espécies de pássaro, permitindo que ela então atinja os ninhos de seus hospedeiros e deposite seus ovos. 

#### Cleptoparasitismo
Cleptoparasitas (do grego κλέπτης (kleptēs), "ladrão") são aqueles que roubam alimento adquirido pelo hospedeiro. Um exemplo é o mandrião, ave marinha que persegue outras até que elas abandonem seus alimentos. É comum dentre artrópodes, como em Velia caprai, inseto aquático no qual indivíduos da mesma espécie podem roubar a caça de outro, ou entre aranhas, com os recursos capturados nas teias sendo adquiridos por outras aranhas além da hospedeira original da teia. É comum entre diversas espécies de abelha, podendo haver roubo de outros ninhos, como é o caso do cleptoparasita obrigatório Lestrimelitta limao, ou aquisição de néctar da flor sem auxiliar na polinização da mesma, atingido o recurso desejado por meio de buracos criados pelo cleptoparasita.

#### Parasitismo sexual
Em algumas espécies de peixes-pescadores, como Ceratias holboelli, os machos são reduzidos a pequenos parasitas sexuais, dependendo completamente da fêmea para a própria sobrevivência. Permanecem permanentemente fundidos ao ventre das fêmeas, incapazes de se alimentarem por conta própria. A fêmea lhe protege e oferece nutrientes, enquanto que o macho essencialmente só envia esperma à hospedeira.

#### Adelfoparasitismo
Adelfoparasitismo (do grego ἀδελφός (adelphós), irmão), também conhecido como parasitismo-de-irmãos, ocorre quando o hospedeiro é filogeneticamente próximo do parasita, geralmente na mesma espécie. Um exemplo é Bonellia viridis, um poliqueta cujas larvas macho se desenvolvem no interior de fêmeas, até que o parasita mature.

#### Galeria
Abaixo, há exemplos em imagens de cada tipo de estratégia variante.

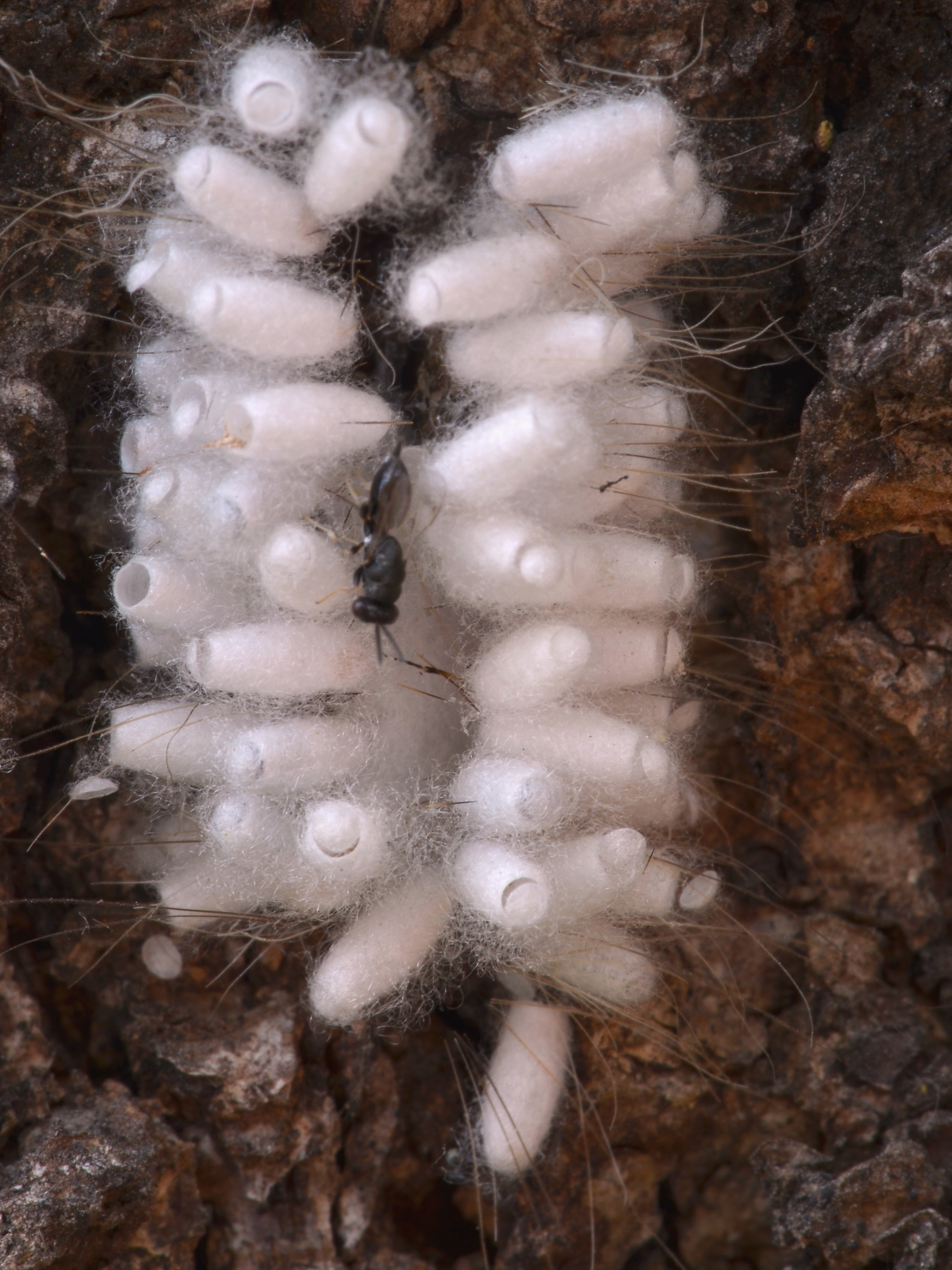
Uma vespa Pteromalidae hiperparasitoide nos casulos de sua hospedeira, a qual é uma vespa Braconidae parasitoide
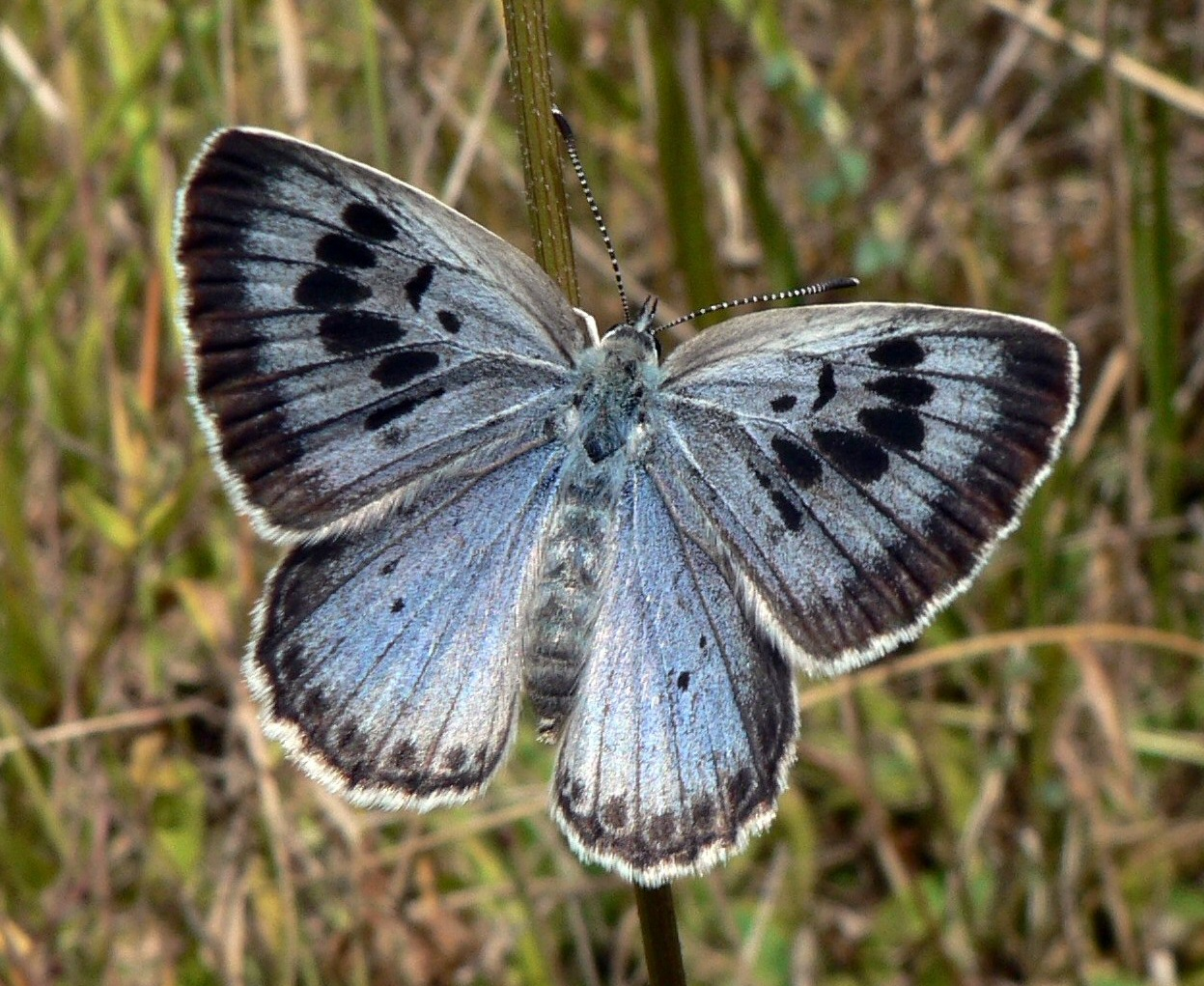
Phengaris arion, espécie de borboleta cuja larva mimetiza e é parasita social de formigas
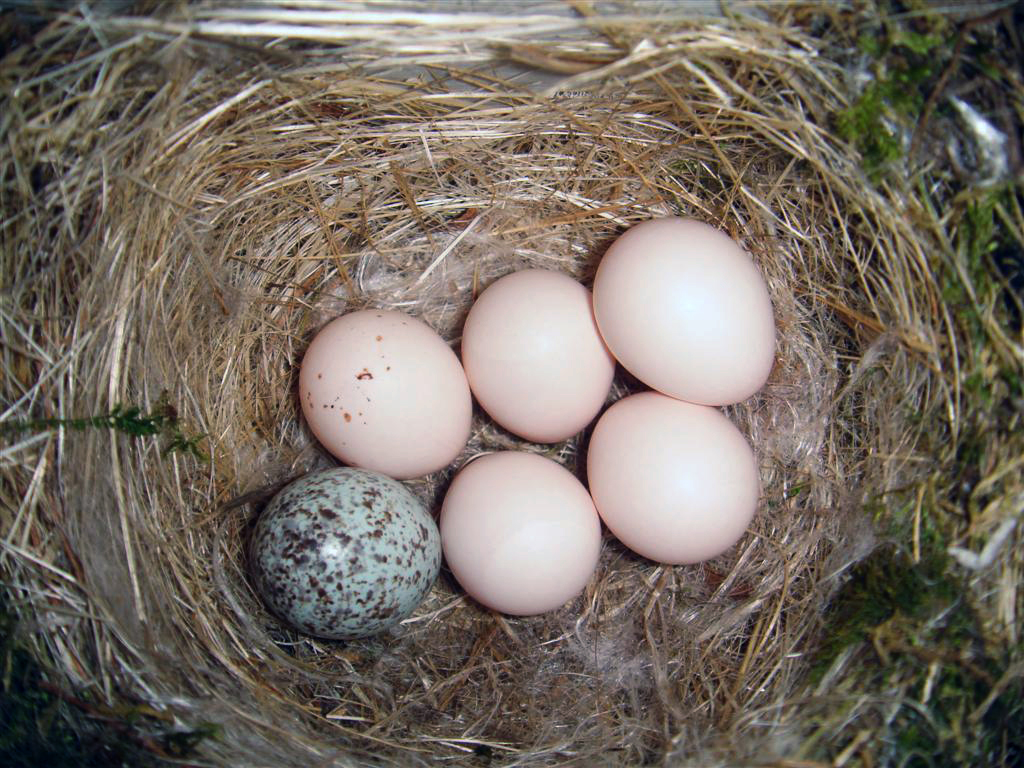
Ninho da ave Sayornis phoebe com um ovo parasita social da ave Molothrus ater
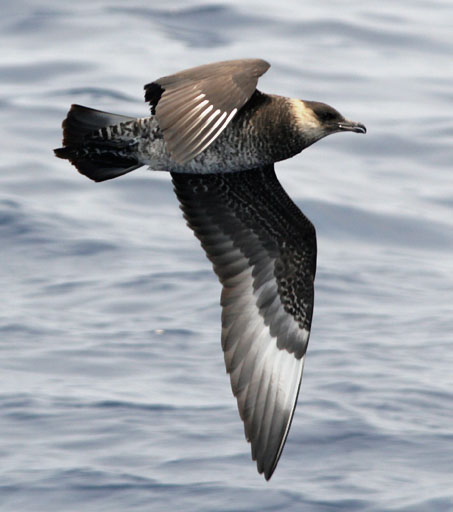
Mandrião, ave que persegue outras aves marinhas até que elas regurgitem seus alimentos
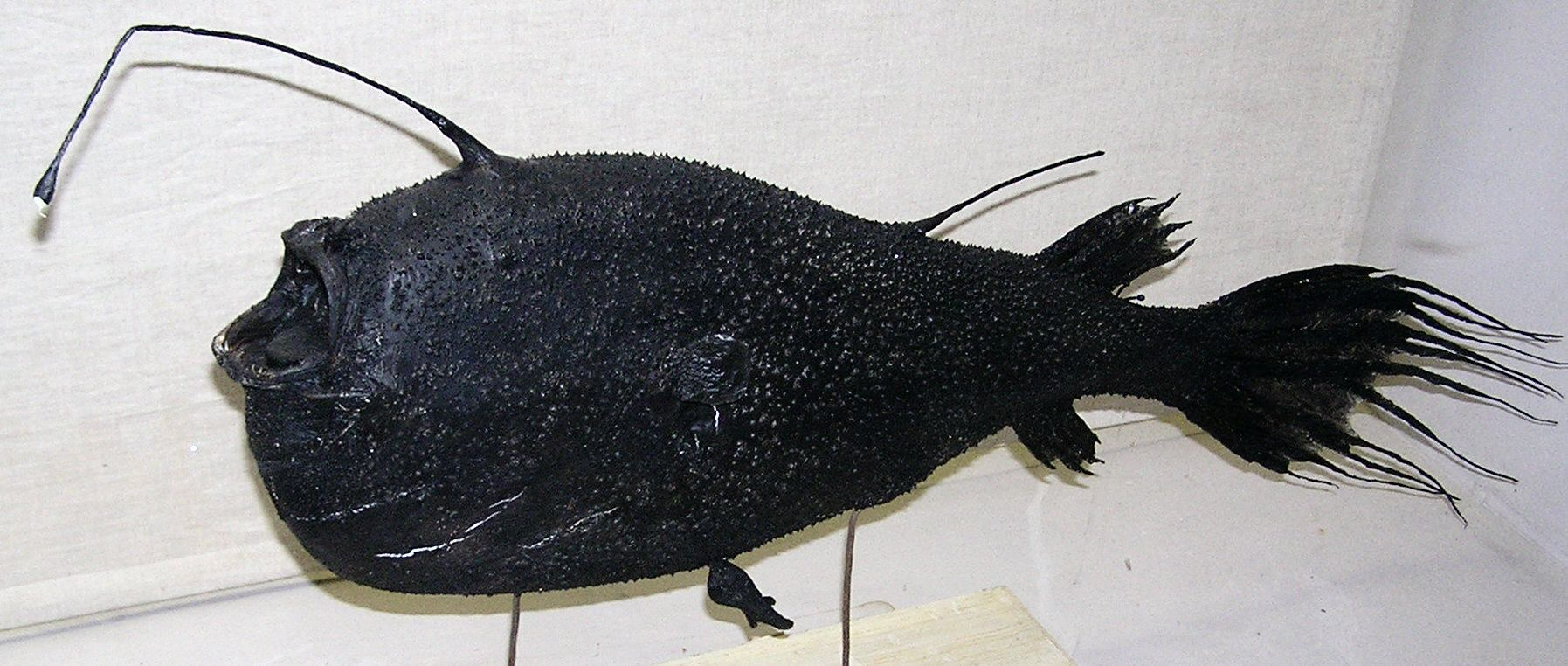
Fêmea de Ceratias holboelli, uma espécie de peixe-pescador, com um macho parasita sexual fundido ao seu ventre
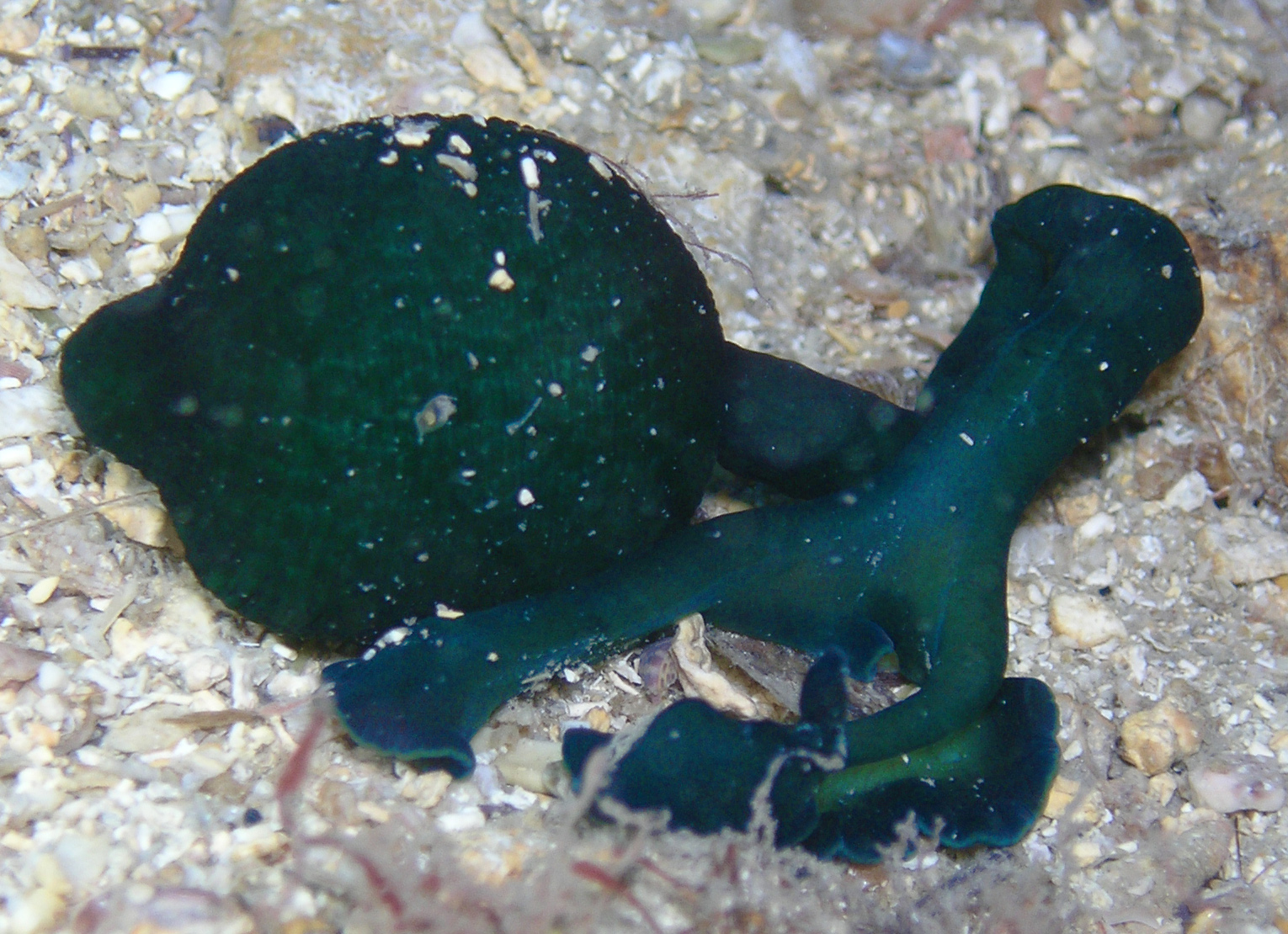
Bonellia viridis, uma espécie de poliqueta cujas larvas macho são adelfoparasitas de indivíduos fêmeas

## Diversidade Taxonômica
O parasitismo como interação ecológica é extremamente diverso em termos de número de espécies parasitas, abrangendo vários filos de eucariontes, bactérias e até mesmo vírus e demais elementos transmissíveis. 

### Plantas
Cipó-chumbo: o cipó-chumbo (Cuscuta racemosa) é uma planta parasita que não possui clorofila, o que lhe caracteriza uma cor amarelada. Por não realizar fotossíntese, cresce sobre outras plantas, sugando delas a seiva orgânica. Para extrair a seiva, o cipó-chumbo possui raízes especializadas chamadas de haustórios, ou simplesmente raízes sugadoras, que são capazes de penetrar até os vasos liberianos da planta hospedeira. Plantas como o cipó-chumbo, que retiram da planta hospedeira todos os seus nutrientes, são denominadas como holoparasitas.
Erva-de-passarinho: Erva-de-passarinho é o nome popular dado às representantes de algumas famílias de plantas hemiparasitas. Diferentemente das plantas holoparasitas, elas não extraem das plantas hospedeiras os nutrientes produzidos na fotossíntese. Também realizam fotossíntese, pois possuem clorofila, e retiram das outras plantas, através de suas raízes especializadas, apenas a seiva mineral (água e sais minerais).

### Animais
Parasitismo é fortemente presente em Metazoa, tendo evoluído independentemente a partir de formas de vida livre centenas de vezes.

#### Ctenophora
Apesar dos ctenóforos serem todos animais predadores carnívoros, o gênero Lampea é o único deste filo que é parasita, enquanto juvenil. Este se alimenta quase que exclusivamente de salpas, prendendo-se ao hospedeiro e o parasitando conforme cresce, até engolfá-lo por completo. Com isso, há a transição de um juvenil parasita para um adulto predador em Lampea.

#### Cnidários
Dentre os cnidários, dois grupos se destacam como parasitas: o subfilo Myxozoa e o grupo externo deste, formado pela única espécie Polypodium hydriforme.

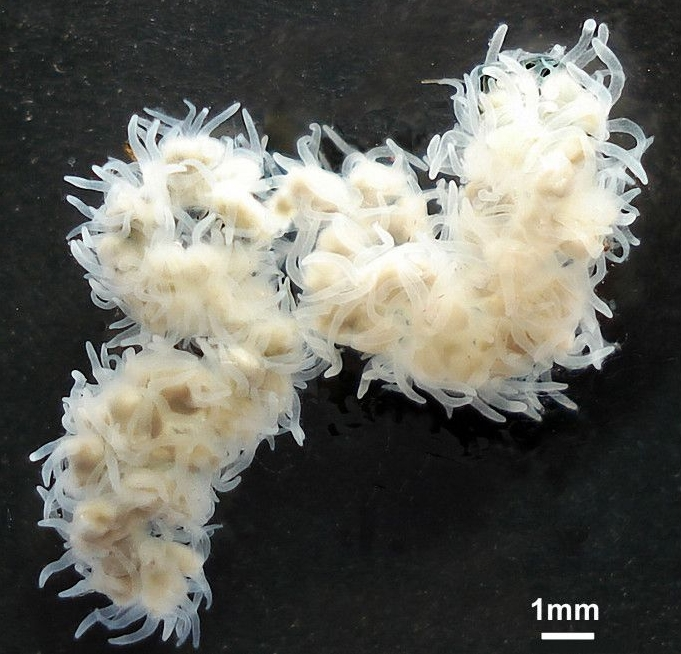
Polypodium hydriforme, após emergir do ovócito do hospedeiro

Os Myxozoa são endoparasitas obrigatórios que alternam entre hospedeiros vertebrados e invertebrados, podendo estes ser marinhos, de água doce e até mesmo terrestres. São divididos em 4 principais linhagens: Malacosporea (hospedeiro: Bryozoa de água doce), Sphaerospora (hospedeiro é um invertebrado incerto), a linhagem que parasita oligoquetos e a que parasita poliquetos. Com exceção de Malacosporea, todos os Myxozoa possuem um hospedeiro intermediário vertebrado e um definitivo invertebrado. Neste ciclo de vida, existem 2 estágios espóricos: os mixósporos clonais são gerados no hospedeiro vertebrado e atingem um hospedeiro invertebrado (no geral, um anelídeo), no qual são gerados os actinósporos a partir de reprodução sexual.   Estes então atingem a coluna d'água, em busca de um hospedeiro vertebrado. Por conta da extrema redução de seus corpos por conta do hábito de vida parasita, por muito tempo foi discutido a qual grupo estes animais pertenciam, e se eles eram sequer considerados animais. No entanto, análises morfológicas e principalmente genômicas elucidaram a posição deste subfilo dentro de Cnidaria. Os Myxozoa se destacam também por afetarem populações de peixes economicamente importantes para consumo humano.
Polypodium hydriforme, por sua vez, é uma espécie de posição muito debatida dentro de Cnidaria, por conta da morfologia altamente alterada deste grupo, somada à alta taxa de evolução de DNA no grupo. A maior parte das análises lhes coloca como grupo irmão de Myxozoa, porém mais estudos são necessários. São parasitas intracelulares de ovócitos de peixes acipenseriformes (esturjões e peixes-espátula), eventualmente liberando formas medusoides na água que se reproduzem asexuada- ou sexuadamente, formando gametóforos que infectam demais hospedeiros.

#### Xenacoelomorpha
Os Xenoacoelomorpha são animais invertebrados que vivem majoritariamente em ambiente marinho. Inicialmente eram classificados com demais platelmintos, mas análises morfológicas, moleculares e genômicas posteriores evidenciaram que os Xenacoelomorpha correspondem a um filo basal entre os bilaterais, ainda havendo discussões acerca da filogenia exata deste grupo. É dividido em dois subfilos, Acoelomorpha e Xenoturbellida.
Destes dois subfilos, somente foram encontrados parasitas em Acoelomorpha. Neste subfilo, acredita-se que existem espécies que não são de vida-livre, podendo ser parasitas ou comensais, principalmente do sistema digestório de alguns equinodermos. No entanto, pouco se sabe sobre estes grupos no geral, deste modo exigindo mais estudos para averiguar se de fato a interação destes seres com seus hospedeiros pode ser devidamente caracterizada como parasitismo. 

#### Platelmintos
Teníase: é causada pelo verme do gênero Taenia, popularmente chamado de solitária, por geralmente ser encontrado sozinho no intestino de seu hospedeiro. É adquirida através da ingestão da carne de boi ou porco malcozidas, contendo as larvas (cisticercos) da tênia. A espécie de tênia que parasita o boi é a Taenia saginata e a que parasita o porco é a Taenia solium.

#### Nematelmintos
Ascaridíase: é provocada pelo Ascaris lumbricoides, popularmente chamado de lombriga. Vive no intestino do ser humano, e sua instalação ocorre por meio da ingestão de água e alimentos contaminados por seus ovos. Ao serem ingeridos, os ovos liberam as larvas que passam pelo intestino, pulmões, traqueia e intestino novamente, no qual se instalam definitivamente e se desenvolvem até se tornarem lombrigas adultas. Estas lombrigas se reproduzem sexuadamente, formando novos ovos que, junto às fezes, podem retornar ao ambiente e iniciarem um novo ciclo.

## Contexto Evolutivo
Parasitismo é um dos principais aspectos por trás da ecologia evolutiva, especialmente dado que grande parte dos seres vivos de vida livre, em especial animais, agem como hospedeiros de ao menos uma espécie de parasita. Em termos numéricos, pode-se utilizar os vertebrados como exemplo: são hospedeiros de 75.000 a 300.000 espécies de helmintos, além de uma quantia exorbitante de microrganismos parasitas.  Em média, uma espécie de mamífero é hospedeira de quatro espécies de nematódeo, duas de trematódeo e duas de cestódeos. Humanos, por suas vezes, são hospedeiros de 342 espécies de helmintos parasitas, e 70 espécies de protozoários parasitas.
No geral, cerca de 3/4 das conexões em teias alimentares incluem um parasita (que age no controle populacional do hospedeiro), com estimativas que 40% das espécies descritas atualmente são parasíticas. 

### Surgimento dos vírus
Os vírus representam possivelmente os primeiros parasitas existentes, com diversas tentativas de explicar a história destes desde o surgimento da vida na Terra. Dado isso, as três principais hipóteses para explicar o surgimento dos vírus são a progressiva, regressiva e Virus-first.

#### Hipótese progressiva
Também chamada de hipótese do escape, esta dita que vírus originaram de elementos genéticos capazes de se moverem entre células. Uma base para tal ideia é a existência de retrotransposãos, componentes do genoma de eucariontes que se locomovem através do genoma com o auxílio de um RNA. Além disso, retrotransposãos podem agir de forma semelhantes a vírus, codificando transcriptases reversas e demais enzimas que lhes permitem se locomover e proliferar pelo genoma. Este tipo de retrotransposão possui diversas semelhanças com a estrutura genética de retrovírus, dando mais fundamento a esta hipótese. É possível que um elemento genético similar a este tenha existido nas primeiras formas de vida e, por meio de proteínas associadas, adquirido a capacidade de se transferir entre genomas de células diferentes, tornando-se o primeiro vírus.

#### Hipótese regressiva

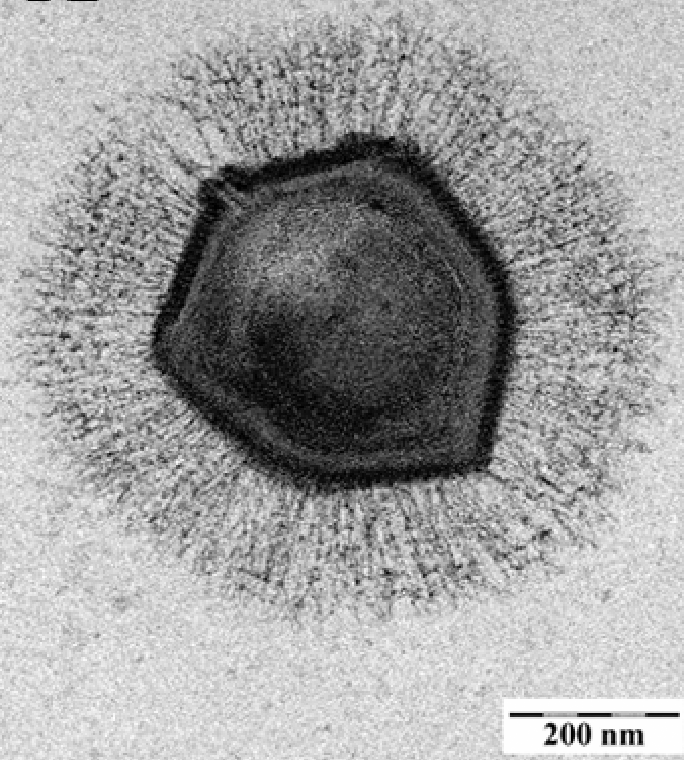
Imagem de microscopia eletrônica de um Mimivírus

Em contraste à hipótese progressiva, esta propõe que os vírus se originaram por meio de um processo regressivo, ou seja, redutivo. É possível que, de mesma forma que determinadas bactérias parasitas obrigatórias intracelulares, tais como Chlamydia e Rickettsia, tenham evoluído de ancestrais de vida livre, o mesmo tenha ocorrido com vírus. Ou seja, um hipotético organismo ancestral de vida livre e com relativa complexidade teria perdido informação genética essencial ao longo do tempo conforme sua linhagem adotou o parasitismo como forma de replicação. É possível que a interação deste ancestral com seu hospedeiro tenha se iniciado como uma simbiose, que se tornou parasítica conforme houve maior dependência de um organismo pelo outro.
Uma base para esta hipótese é a existência de Vírus Gigantes Núcleo-Citoplasmático de DNA (NCLDV), que são maiores (tanto em tamanho físico, quanto em extensão do genoma) e possuem mais complexidade que os demais vírus, dependendo de menos mecanismos do hospedeiro para que se repliquem. Dado isso, é possível que os NCLDV sejam descendentes dos hipotéticos ancestrais de vida livre mais complexos. Um exemplo de NCLDV que suporta esta hipótese é o Mimivírus, que possui genes associados à tradução, possíveis restos de um sistema de tradução ancestral completo.

#### HipóteseVirus-first
Diferentemente das demais hipóteses, esta postula que a existência dos vírus como entidades capazes de replicação precede o surgimento das células. Com o passar do tempo, tais entidades se tornariam mais complexas e organizadas, adquirindo enzimas para a síntese de membranas. Com isso, haveria então a formação das primeiras células.
Além isso, acredita-se que estes vírus primordiais carregariam RNA ao invés de DNA, dado que a molécula de RNA permite o armazenamento de informação e, ao mesmo tempo, possui a capacidade de catalisar reações químicas, tal como em ribozimas. Desta forma, seria possível que moléculas de RNA existentes antes de células tenham sido capazes de infectar as primeiras destas. 
Variantes desta hipótese propõem que o próprio núcleo de eucariontes tenha surgido como um vírus de DNA de estrutura complexa que adentrou a futura  células eucariótica em um processo similar à endossimbiose.

### Registro fóssil

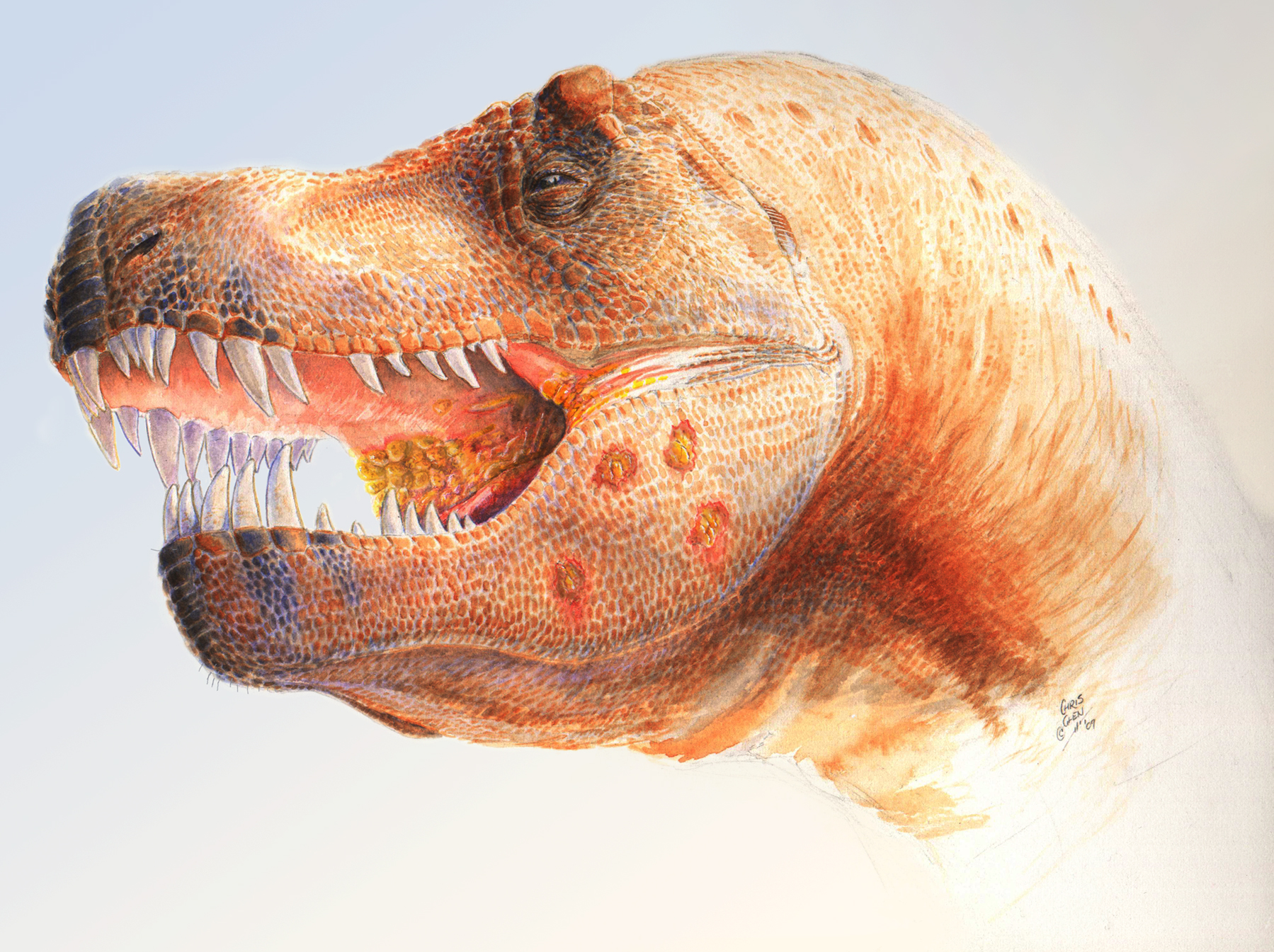
Ilustração de um Tyrannosaurus com feridas na mandíbula, potencialmente causadas por um parasita semelhante a Trichomonas

Parasitismo é dificilmente demonstrado no registro fóssil, mas existem exemplos, tais como buracos nas mandíbulas de espécimes de Tyrannosaurus que podem ter sido causados por parasitas semelhantes a Trichomonas.

### Coevolução
Conforme parasitas e seus hospedeiros coevoluem, podem ocorrer mudanças em suas interações. Quando um parasita está uma relação única com seu hospedeiro, há uma tendência que tal relação torne-se mais benigna, potencialmente mutualística, de modo que o parasita reproduza por mais tempo se seu hospedeiro também for mais longevo. No entanto, quando ocorre competição entre parasitas, aquele que possuir taxa reprodutiva maior, deste modo aumentando sua virulência, será favorecido pela seleção natural. Com isso, observa-se que existem diferentes possibilidades quanto à coevolução entre parasita e hospedeiro.
A epidemiologia evolutiva analisa como parasitas propagam e evoluem, enquanto que a medicina Darwiniana aplica tais análises evolutivas em doenças não-parasíticas, como câncer e condições autoimunes.

#### Coevolução favorecendo mutualismo

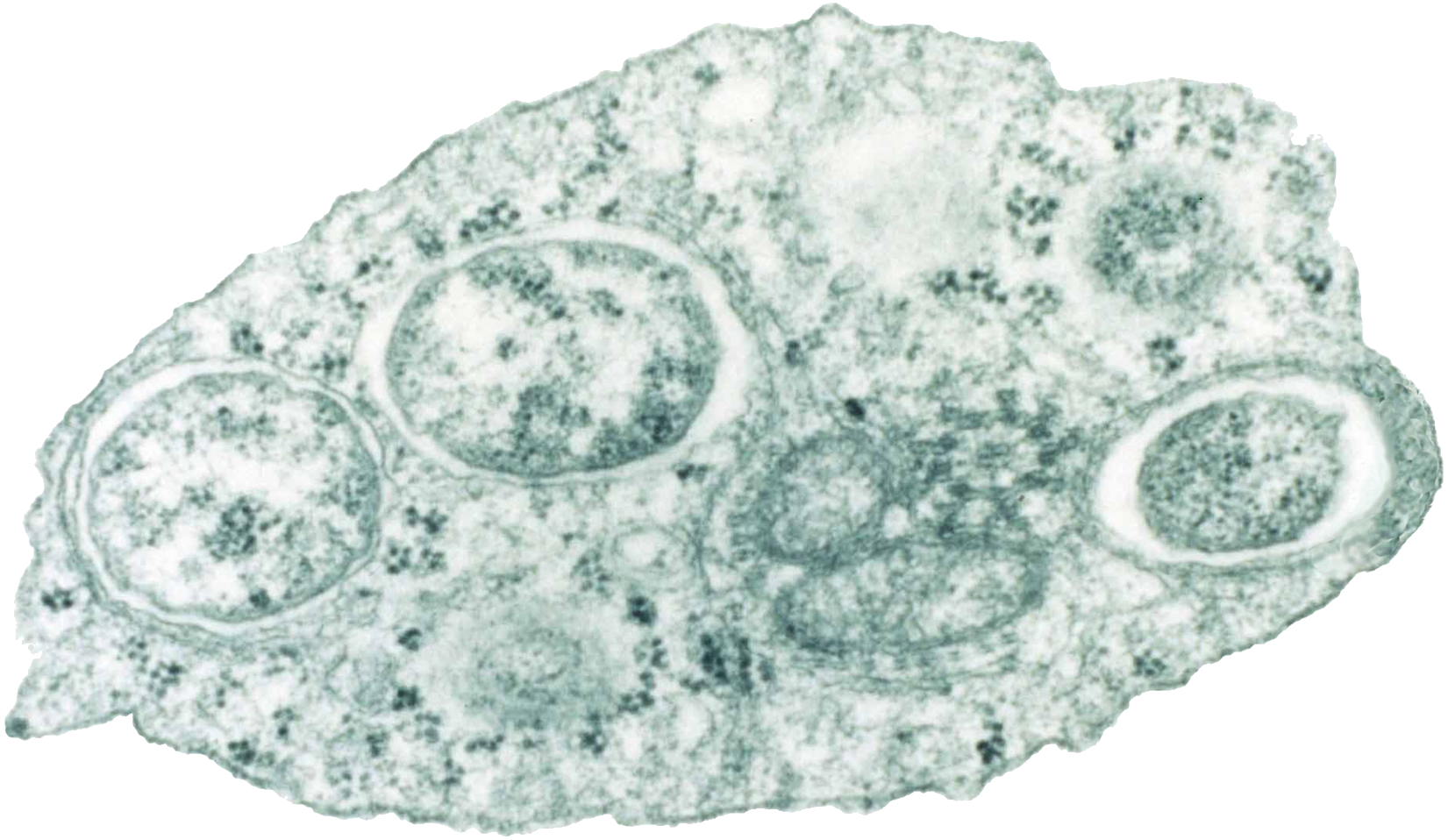
Wolbachia dentro de uma célula de inseto

Coevolução a longo prazo pode resultar em interações relativamente estáveis que tendem ao comensalismo ou mutualismo, dado que é benéfico ao parasita que seu hospedeiro permaneça vivo e propague a espécie.  O parasita pode evoluir de modo a se tornar menos danoso a seu hospedeiro, ou o próprio hospedeiro pode evoluir de modo a suportar a presença do parasita, de modo que a ausência deste cause prejuízos ao hospedeiro. Por exemplo, animais parasitados por helmintos, apesar de serem claramente prejudicados, podem ter incidência de desordens autoimunes reduzida pela infecção, como é o caso para humanos. Em um exemplo mais extremo, alguns nematódeos não podem reproduzir ou até mesmo sobreviver sem infecção por bactérias Wolbachia.
Seguindo o trabalho de Peter Kropotkin Mutual Aid: A Factor of Evolution (1902), Lynn Margulis e outros pesquisadores argumentam que a seleção natural direciona interações do parasitismo ao mutualismo quando os recursos são limitados. Este processo pode ter sido envolvido na simbiogênese que formou eucariontes a partir de uma relação intracelular entre arquieas e bactérias, apesar da sequência de eventos permanecer pouco definida.

#### Competição favorecendo virulência
Competição entre parasitas pode resultar em um favorecimento, por seleção natural, daquele que apresentar reprodução mais rápida, deste modo possuindo uma virulência maior.
Um exemplo é o caso de bactérias parasitas de insetos que competem entre si, dos gêneros Photorhabdus e Xenorhabdus. A virulência das mesmas depende da potência relativa das toxinas antimicrobianas (bacteriocinas) produzidas pelas duas cepas envolvidas. Quando uma das cepas é capaz de matar a outra com tais toxinas, a virulência da cepa sobrevivente é maior que se as duas espécies coexistirem. Ou seja, há maior virulência se uma das cepas é excluída por competição, que se ambas as cepas fossem capazes de produzir toxinas que matassem umas às outras, sem conseguirem completamente se eliminarem.

#### Coespeciação
É possível que um parasita sofra coespeciação com seu hospedeiro, resultando em um padrão descrito na Lei de Fahrenholz: as filogenias do parasita e do hospedeiro espelham umas às outras.
Um exemplo ocorre com o vírus espumoso símio (SFV) e seus hospedeiros primatas. As filogenias da polimerase em SFV e da subunidade II da citocromo c oxidase mitocondrial de primatas africanos e asiáticos são congruentes em termos de ordem de ramificações e períodos em que ocorreram as diversificações, implicando que o SFV coespeciou com primatas do Velho Mundo por pelo menos 30 milhões de anos.

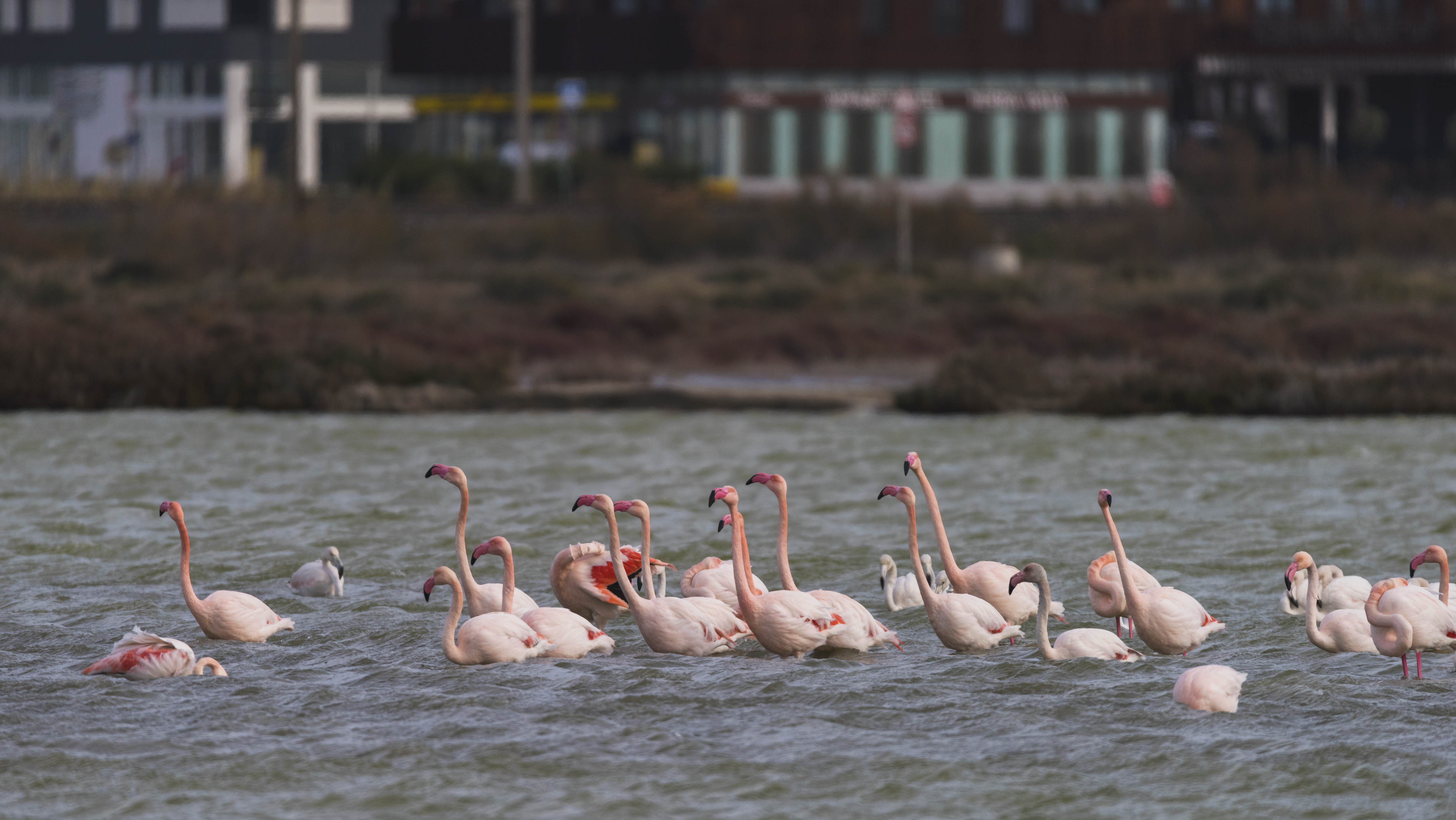
A princípio, acreditava-se que flamingos eram mais próximos de patos na filogenia, visto que ambos os grupos são hospedeiros de espécies de piolho semelhantes. No entanto, análises posteriores mostraram que o flamingo na verdade é mais próximo de mergulhões.

A história evolutiva compartilhada entre parasitas e hospedeiros pode ajudar a esclarecer como diversos taxa são relacionados. Um exemplo é o caso do flamingo, cuja proximidade com patos ou cegonhas ainda permanecia incerta. Inicialmente, o fato que patos, gansos e flamingos compartilham determinados parasitas foi utilizado como evidência que tais grupos eram mais próximos entre si que o flamingo das cegonhas. No entanto, eventos evolutivos tais como a especiação ou extinção de espécies de parasitas sem eventos similares na filogenia dos hospedeiros podem erodir semelhanças entre as filogenias de hospedeiro e parasita. Nos flamingos, há espécies de piolhos semelhantes às encontradas em mergulhões. Estes dois grupos de aves compartilham um ancestral exclusivo, implicando coespeciação de pássaros e piolhos nas espécies em questão. Posteriormente, os piolhos de flamingo teriam mudado seus hospedeiros para patos, criando a situação que gerou a confusão inicial quanto à filogenia do flamingo.
Em outros casos, parasitas tendem a infectar hospedeiros simpátricos mais efetivamente, como já foi mostrado em trematódeos parasitas de caracóis de lagos. Isto está de acordo com a hipótese da Rainha Vermelha, que afirma que interações entre espécies resulta em seleção natural constante que favorece a coadaptação. Parasitas focam os fenótipos comuns aos hospedeiros em determinada área, deste modo sendo menos eficientes atacando hospedeiros alopátricos.

#### Transferência horizontal de genes

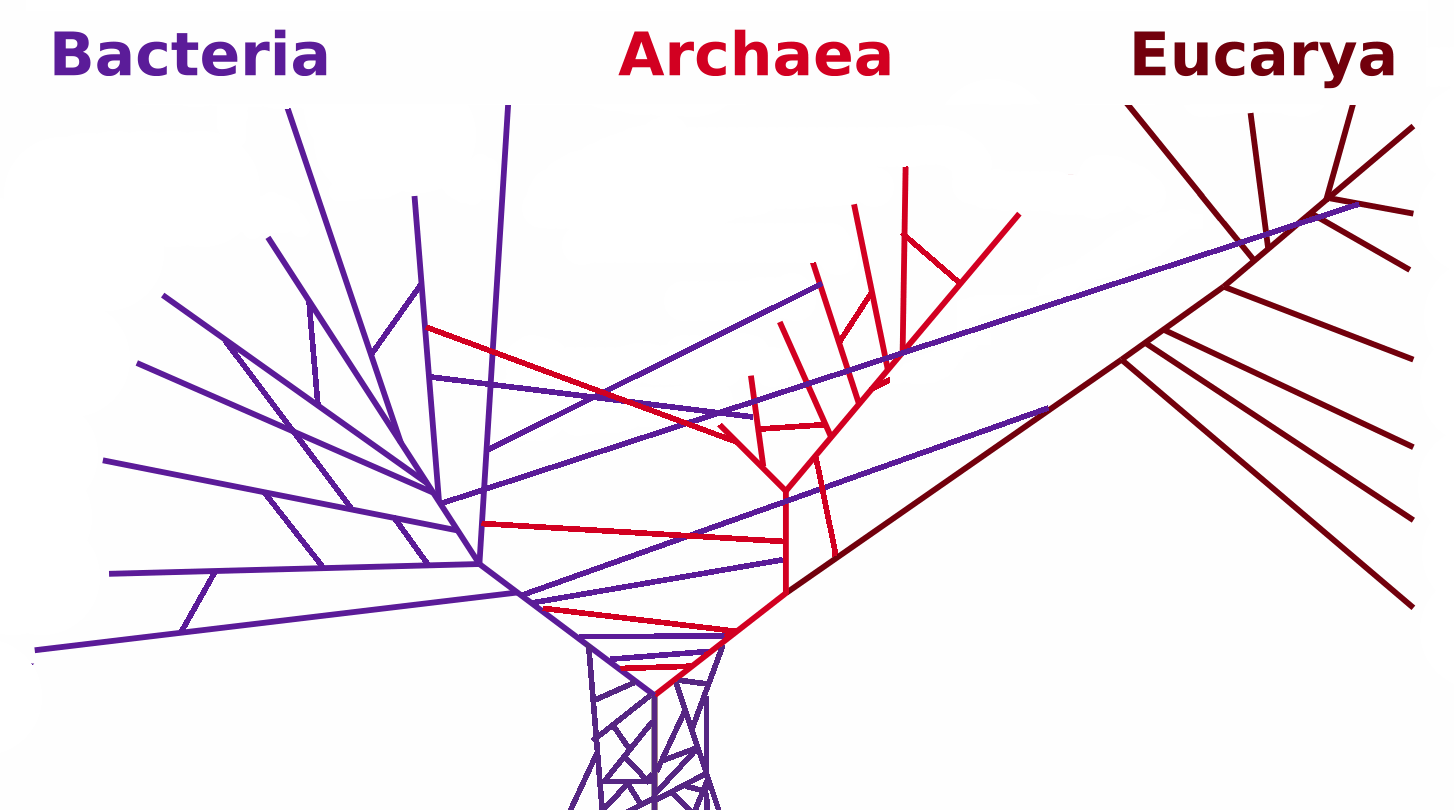
Esquema de árvore filogenéticas dos três principais domínios, demonstrando a ocorrência de transferências horizontais de genes entre os principais grupos

O alto grau de proximidade entre o parasita e seu hospedeiro pode aumentar a possibilidade de ocorrência de transferência de genes entre as espécies interagentes, mesmo que pertençam a linhagens distintas, desta forma se configurando como um dos possíveis mecanismos por trás da coevolução parasita-hospedeiro. Existem diversos possíveis mecanismos que expliquem tal transferência horizontal, podendo variar de acordo com as espécies em questão. A maior parte das evidências sugere que conforme o parasita se alimenta de seu hospedeiro, é possível que parte do material genético deste perdure através da digestão e consiga efetivamente atingir as células do parasita. Além disso, agentes infecciosos, principalmente retrovírus, podem agir como intermediários na transferência de genes, neste caso podendo ocorrer nas duas direções (parasita até hospedeiro ou vice-versa). Além disso, determinados tipos de retrotransposãos podem ser enviados do parasita aos hospedeiros. Considerando que hospedeiros multicelulares possuem células não-reprodutivas, diferentemente de hospedeiros unicelulares, cuja única célula envia seu material genético à próxima geração por divisão, é possível que a transferência horizontal de genes entre parasitas e hospedeiros unicelulares resulte em mais alterações nas linhagens que em casos nos quais o hospedeiro tem células autossômicas. 
Este evento é muito frequente em plantas parasitas, nas quais foi registrada uma alta taxa de transferência até mesmo no genoma mitocondrial das mesmas. Um exemplo disto é a presença de até 41% de genes mitocondriais em Rafflesiaceae que demonstram a ocorrência de transferência horizontal de genes.  Considerando que plantas possuem várias regiões intergênicas (entre genes), é possível que ocorra a inserção de DNA externo sem que ocorra a alteração em algum gene nativo ao indivíduo em questão. Por outro lado, tal transferência aparenta ser incomum em DNA de plastídeos, uma vez que estes ausentam mecanismos de captação de DNA externo, além de possuírem poucas regiões intergênicas. Em relação aos mecanismos de transferência de DNA, existem diversas possibilidades, dentre as quais a presença de um agente infeccioso intermediário (bactérias e vírus), a ação de retrotransposãos e até mesmo uma passagem mais direta por meio de conexões parasita-hospedeiro através de plasmodesmata.

### Simbiose de limpeza

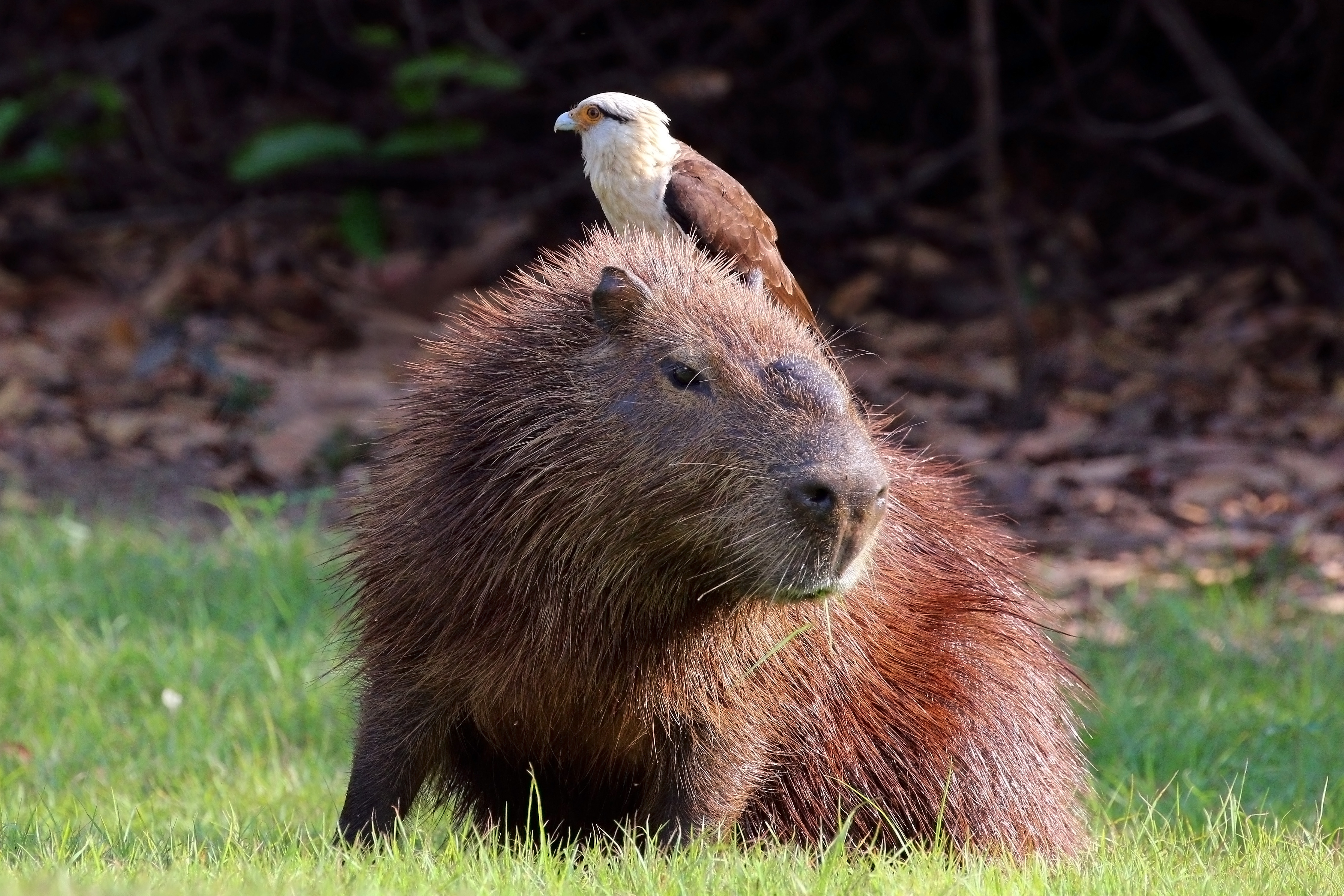
Carcará acima de uma capivara, exemplificando um caso comum de simbiose de limpeza

Diversos casos de simbiose foram estabelecidos ao longo da história evolutiva como forma de remover ectoparasitas de seus hospedeiros. Tais relações podem ser chamadas de simbiose de limpeza, dada a natureza das mesmas. É comum que ocorra entre mamíferos hospedeiros e espécies simbióticas capazes de remover os parasitas. Desta forma, enquanto o hospedeiro é livrado de ectoparasitas, o organismo simbionte em questão é capaz de se alimentar. Exemplos comuns incluem a interação entre pica-bois e mamíferos grandes e entre diversas aves, como carcarás, e capivaras. Vale ressaltar que nestes casos, o mamífero em questão age como hospedeiro de ectoparasitas, como carrapatos, enquanto que a ave retira tais parasitas para alimentação, deste modo beneficiando o hospedeiro. É comum que, pela natureza simbiótica desta interação, os seres interagentes ausentem hostilidade entre si. 

### Perda de caracteres
Como parasitas podem se aproveitar de seus hospedeiros para realizarem diversas funções biológicas que originalmente deveriam exercer individualmente, é comum que percam tais funções. Isso oferece uma vantagem adaptativa, uma vez que podem então investir mais recursos na reprodução. 
A redução até perda de caracteres não-reprodutivos é observada na maioria dos parasitas, por exemplo em insetos ectoparasitas (pulgas, piolhos, percevejos de cama) que perderam a habilidade de voo, dependendo de seus hospedeiros para o transporte. Um exemplo extremo é Henneguya salminicola, um Myxosporea ectoparasita de peixes que se destaca como o único animal que ausenta mitocôndrias.

### Alteração do comportamento do hospedeiro

O vírus causador da raiva altera o comportamento de seus hospedeiros, tornando-os mais agressivos e, assim, facilitando sua transmissão através da saliva.

Alguns parasitas modificam os hábitos de seus hospedeiros de modo a intensificaram sua transmissão entre estes. Uma alteração especialmente comum é aquela que torna os hospedeiros mais vulneráveis à predação, efetivada por parasitas de transmissão trófica. Um exemplo clássico disso é o protozoário Toxoplasma gondii, um parasita que matura em gatos (hospedeiro definitivo) mas pode ser carregado por outros mamíferos. Ratos infectados pelo protozoário são atraídos por odores de gatos, aumentando a chance de serem predados e, assim, completando o ciclo de vida do parasita. Outros casos comuns incluem o do vírus causador da raiva, que altera o sistema nervoso central do hospedeiro mamífero para modificar seu comportamento de modo a atingir outros possíveis hospedeiros, e até mesmo a malária, que altera odores da pele de hospedeiros humanos de modo a aumentar a atração por mosquitos e, assim, prosseguir com seu ciclo de vida.

### Defesas do hospedeiro
Hospedeiros evoluíram uma variedade de medidas defensivas contra seus parasitas, desde barreiras físicas (tal como a pele em vertebrados), o sistema imune de mamíferos, remoção ativa dos parasitas por insetos, até substâncias químicas defensivas em plantas.
O biólogo evolucionário W. D. Hamilton sugeriu que a reprodução sexual poderia ter evolvido como mecanismo vantajoso contra parasitas, uma vez que a recombinação genética promove maior diversidade de genes e, assim, permite que mais defesas contra parasitismo surjam nos hospedeiros ao longo das gerações. Hamilton mostrou, por meio de modelos matemáticos, que reprodução sexuada é evolutivamente estável em diferentes situações, e que tais predições teóricas seguem de acordo com o que é observado na ecologia de reprodução sexuada.
No entanto, existem casos nos quais a defesa do hospedeiro é comprometida para favorecer a reprodução, como ocorre em vertebrados que desenvolvem características sexuais secundárias (tais como a plumagem de pavões ou a juba de leões). Nestes exemplos, a testosterona, hormônio que favorece o desenvolvimento de caracteres masculinos, beneficia os indivíduos na seleção sexual, ao custo de reduzir suas defesas imunes.

#### Vertebrados

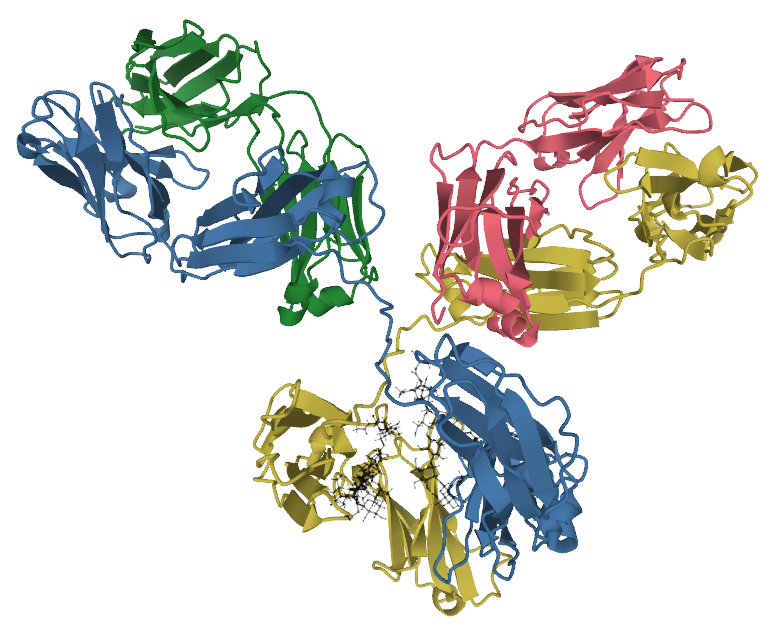
Estrutura proteica de um anticorpo IgG1

Em vertebrados, a primeira linha de defesa contra invasores parasitas é a pele. Tal órgão corresponde a várias camadas de células mortas que, além de serem uma barreira física, também contêm a proteína queratina, que lhes confere resistência e impermeabilidade, com este sendo um fator importante contra diversos parasitas, que dependem de maior umidade para a sobrevivência. Além do mais, a pele humana secreta através das glândulas sebáceas o sebo, uma substância oleosa que é tóxica para a maior parte dos micro-organismos.
Existem diversas secreções do corpo humano que atuam no combate a invasores patogênicos. Exemplos incluem a saliva e lágrimas de vertebrados, que possuem lisozimas, enzimas que atacam a parede celular de bactérias invasoras. Caso o parasita entre pelo corpo através da boca, lidará com a secreção de ácido clorídrico (HCl) pelo estômago. Alguns parasitas intestinais possuem camadas protetoras contra a digestão por este ácido, deste modo conseguindo permanecer no hospedeiro. Se isto ocorrer, é acionada então a maior defesa dos vertebrados contra uma invasão parasitária: o sistema imunológico. Este sistema é composto por diferentes famílias de moléculas, que incluem proteínas séricas e receptores de reconhecimento de padrões (PRR), que são receptores celulares de padrões moleculares associados a patógenos (PAMPs) e que ativam células dendríticas, as quais ativam os linfócitos. Estas células atuam diretamente contra invasores, como as células T, ou produzem anticorpos com receptores que reconhecem os parasitas, como as células B. 

#### Invertebrados
Dentre os invertebrados, é possível observar um sistema imune similar ao de vertebrados em diversos aspectos, mas ausentando o mecanismo de liberação de anticorpos como resposta adaptativa.  Ao invés disso, um mecanismo comum em organismos modelos estudados dentre os invertebrados, em destaque os insetos, é o immune priming, que atua por meio de um maior preparo do sistema imune do animal contra futuras exposições a patógenos após uma exposição inicial e sub-letal. Em alguns grupos foi observada a presença de células com função similar a de macrófagos nos vertebrados, enquanto que em outros, como em planárias, existem células que assumem a função de memória chamadas de neoblastos. Estas células atuam por meio de reprogramação epigenética, aumentando a eficácia de suas defesas contra determinados patógenos já encontrados. No entanto, mais estudos são necessários para melhor discernir as diferenças imunológicas entre os filos de invertebrados.

#### Plantas

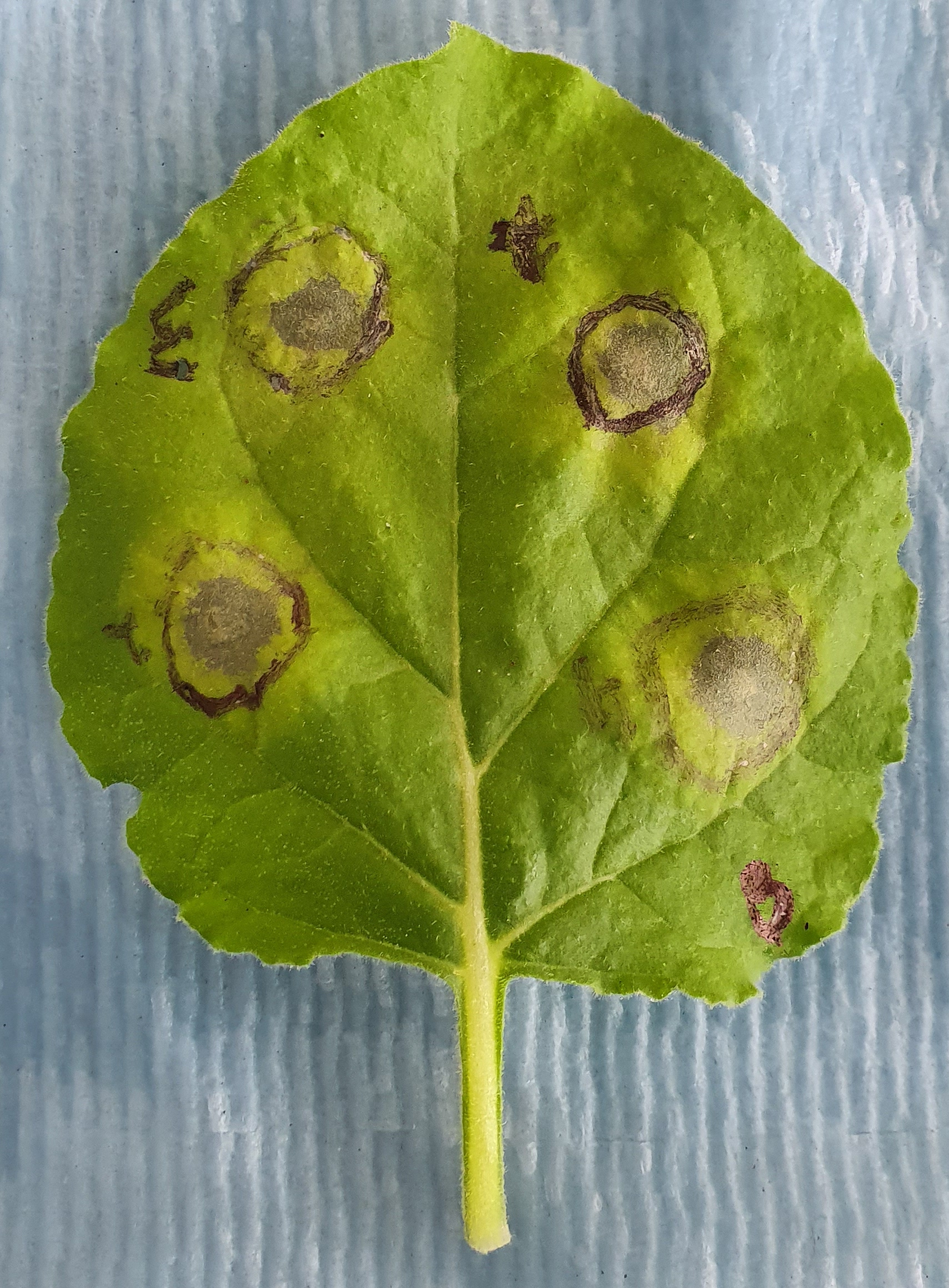
As regiões lesionadas na folha correspondem a porções do órgão que sofreram uma resposta hipersensitiva (HR) contra patógenos

Assim como a pele em vertebrados, a primeira linha de defesa imune contra patógenos em plantas com crescimento secundário é a casca (composta por periderme e ritidoma), que atua como barreira. Além disso, a própria madeira de plantas lenhosas pode agir como meio de defesa, seja por liberação de compostos químicos antimicrobianos, seja pelas próprias propriedades das células presentes na madeira. Em escalas menores, a parede celular das plantas representa também uma barreira física contra patógenos, sendo capaz até mesmo de atuar em vias de sinalização imunológica da planta pela liberação de compostos específicos.
Em relação à outros mecanismos de defesa de plantas contra parasitas, um dos principais é a liberação de compostos químicos voláteis, como o limoneno. No geral, a liberação destes é controlada por vias de sinalização associadas aos ácidos salicílico (SA) e jasmônico (JA), que atuam em conjunto de forma independente para maximizar o combate a patógenos. No geral, o hormônio SA atua como resposta local e sistêmica contra bactérias, enquanto que JA atua como resposta a ferimentos e necroses por fungos. Há também a liberação de etileno, um hormônio gasoso que assume diversas funções na planta, também agindo em vias de sinalização para defesa contra patógenos, ferimentos mecânicos e por herbívoros.
Uma resposta mais imediata e complexa por parte da planta é a resposta hipersensitiva (HR), caracterizada por morte celular em massa ao redor da região infectada, de modo a impedir que o patógeno atinja outras partes do vegetal. Apesar do alto custo, tal estratégia aparenta ser eficiente e crucial no sistema imune de plantas.
Um exemplo de uma forma de defesa menos convencional em plantas é a liberação de compostos voláteis, tais como terpenos, contra ataques de lagartas herbívoras. Estes compostos sinalizam que o hospedeiro vegetal está sendo atacado e atraem vespas parasitoides, que por suas vezes atacam as lagartas.

#### Bactérias
Apesar de bactérias possuírem uma aparente simplicidade estrutural, existem diversos mecanismos complexos genéticos e bioquímicos que atuam nas mesmas de forma análoga ao sistema imune de eucariontes multicelulares. De forma similar ao sistema de PAMPs em vertebrados, existem mecanismos imunes em bactérias que só são ativados com a percepção de determinados sinais moleculares de fagos. Ou seja, é observado um grau de especificidade na defesa das bactérias contra bacteriófagos.
Em muitas bactérias e Archaea, existem porções específicas do genoma com função de ataque a ácidos nucleicos invasores (vírus e plasmídeos) de forma sequencial. Tais trechos de defesa do genoma bacteriano são as Repetições Palindrômicas Curtas Agrupadas e Regularmente Interespaçadas (CRISPR), que podem vir adjacentes aos genes cas, os quais codificam para diversas proteínas com domínios ativos destinados à edição de material genético. Desta forma, é estabelecido o sistema CRISPR/Cas, que captura materiais genéticos invasivos e os utiliza como base para a geração de uma imunidade no próprio DNA do organismo procarionte.

## Doenças causadas por parasitas
Os exemplos mais comuns são o de verminoses (causadas por vermes), o que muita das vezes pode levar o hospedeiro à morte, porém sem essa intenção, pois se o hospedeiro morrer o parasita também morrerá. Há ainda, a questão do papel desenvolvido pelo parasito na dinâmica das populações dos hospedeiros; pois, tais parasitos podem afetar as características demográficas dessas populações, como a taxa de natalidade e mortalidade dos hospedeiros. A exemplo do impacto na taxa de natalidade há casos como a brucelose — doença infecciosa transmitida pela Brucella melitensis, que se aloja no útero das fêmeas de animais domésticos, levando ao abortamento, e nos testículos dos machos, causando infertilidade.
Além disso, vê-se também o impacto na taxa de mortalidade das populações, tendo em vista que, muitas vezes o parasito leva seu hospedeiro à morte, mesmo sem intenção, já que com a morte do hospedeiro, o parasito poderá morrer por falta de nutrientes e do ambiente adequado para sua sobrevivência. Exemplo disso é a enfermidade produzida por protozoários intracelulares do gênero Babesia e transmitida principalmente por carrapatos da família Ixodidae, que pode ser fatal.
Os seres que vivem à custa do hospedeiro podem ser de dois tipos: ectoparasitas (fora do corpo do hospedeiro) e endoparasitas  (dentro do corpo do hospedeiro).
Um ectoparasita bastante conhecido é o piolho-do-couro-cabeludo, que se caracteriza por se alimentar do sangue humano e provocar bastante coceira. Esse parasita é comum em crianças em idade escolar e pode ser tratado com o uso de medicamentos específicos. Além dos piolhos, os carrapatos também são exemplos de ectoparasitas.

## Valor
Apesar dos parasitas serem geralmente considerados prejudiciais, a erradicação de todos não seria necessariamente benéfica. Parasitas contam para grande parte ou mais da metade da diversidade da vida; eles possuem um papel ecológico importante (enfraquecendo a presa) que ecossistemas normalmente levariam certo tempo para se adaptar a tais; e sem parasitas, organismos poderiam eventualmente tender a reprodução assexual, diminuindo a diversidade de características dismórficas sexuais. Parasitas provem uma oportunidade para transferir material genético entre espécies. Em raras, porém significantes ocasiões isso pode facilitar mudanças evolutivas que não ocorreriam de outro modo, ou que levariam muito mais tempo.